# Geographie Schweinfurts

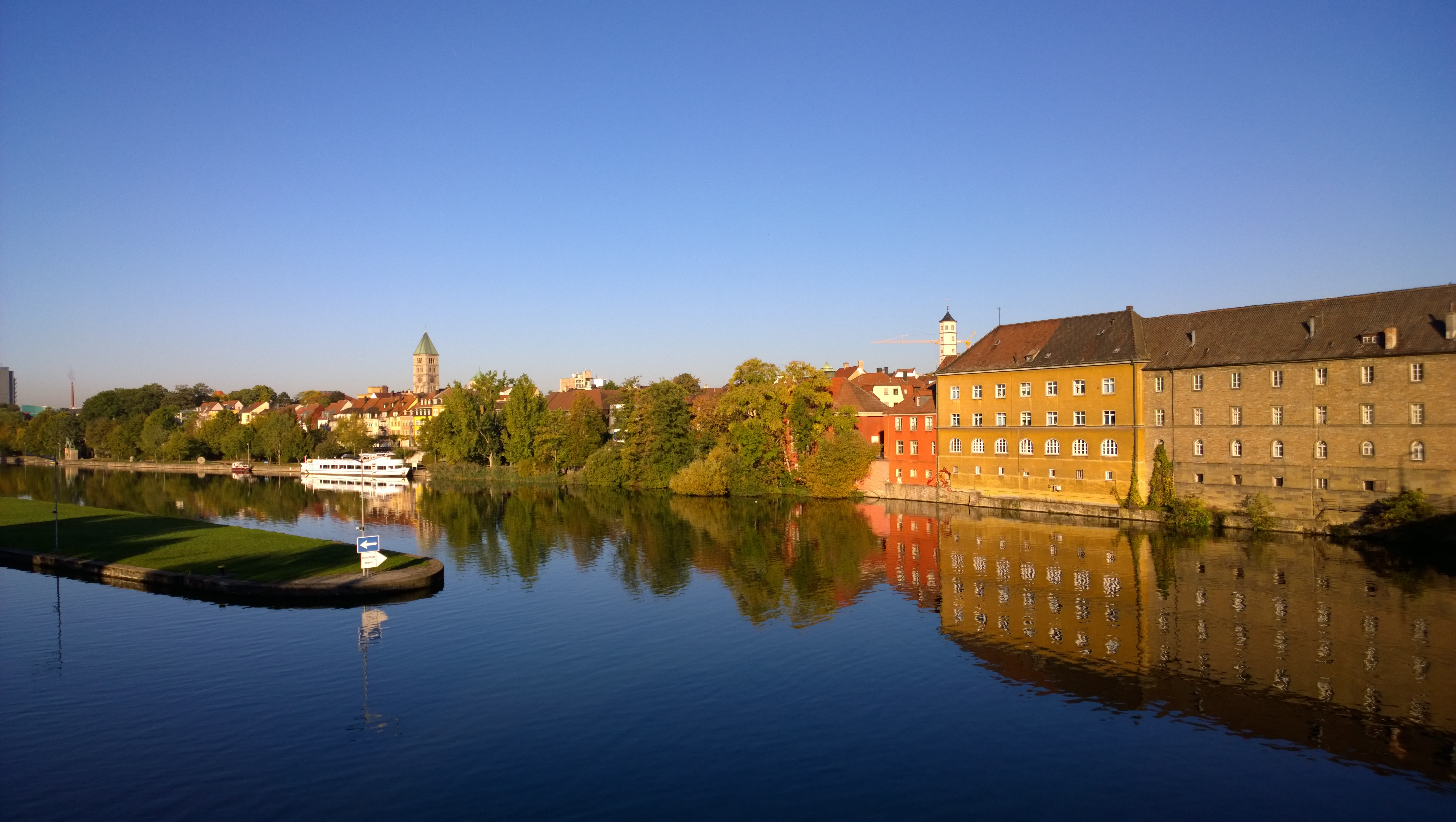
Main mit Altstadt, links das ehemalige Fischerviertel Fischerrain

Die Geographie Schweinfurts beschreibt die physische Beschaffenheit des Stadtgebietes von Schweinfurt und seiner Umgebung sowie die hierdurch bedingte Wechselwirkung zwischen diesem Lebensraum und seinen Bewohnern.

## Physische Geographie

### Lage
Schweinfurt liegt nahezu in der Mitte der Europäischen Union, des deutschen Sprachraums und der DACH-Region sowie an der 3.500 km langen Großschifffahrtsstraße, die über den Rhein-Main-Donau-Kanal die Nordsee mit dem Schwarzen Meer verbindet. Die Stadt liegt jeweils etwa 40 km von Baden-Württemberg, Hessen und Thüringen entfernt und ist auf der Deutschlandkarte leicht lokalisierbar am Beginn des Maindreiecks, dem flussabwärts das Mainviereck folgt. Schweinfurt liegt in der Mitte Mainfrankens, das von der Rhön, den Haßbergen, dem Steigerwald und dem Spessart umgeben wird.
Der niedrigste Punkt des Stadtgebietes liegt im Schweinfurter Becken, am Main, auf 202 m ü NN, der höchste auf 343 m ü NN in der nordöstlich gelegenen Schweinfurter Rhön, deren letzte Ausläufer bis nahe an die östliche Altstadt reichen. Industrie und Kraftwerke liegen ausschließlich im südwestlichen Stadtgebiet, kompakt um Hauptbahnhof und Hafen. Die Hauptversorgung der Industriestadt verläuft über diesen südwestlichen Korridor, mit Autobahnen, Bahnlinien und Hochspannungsleitungen, im landschaftsschonenden Trassenbündel.
Die Stadt besitzt eine zentrale, aber außerhalb dieses südwestlichen Sektors in Richtung Werneck und Würzburg auch naturnahe Lage. Schweinfurt ist unmittelbar bzw. im weiteren Umfeld umgeben vom Sennfelder Seenkranz, der Schweinfurter Rhön mit dem Nationalen Naturerbe Brönnhof und dem Ellertshäuser See, dem Naturpark Haßberge, dem Naturpark Steigerwald und dem Biosphärenreservat Rhön. In Sichtweite der Stadt liegen Schweinfurter Rhön, Steigerwald, Gramschatzer Wald und Rhön.

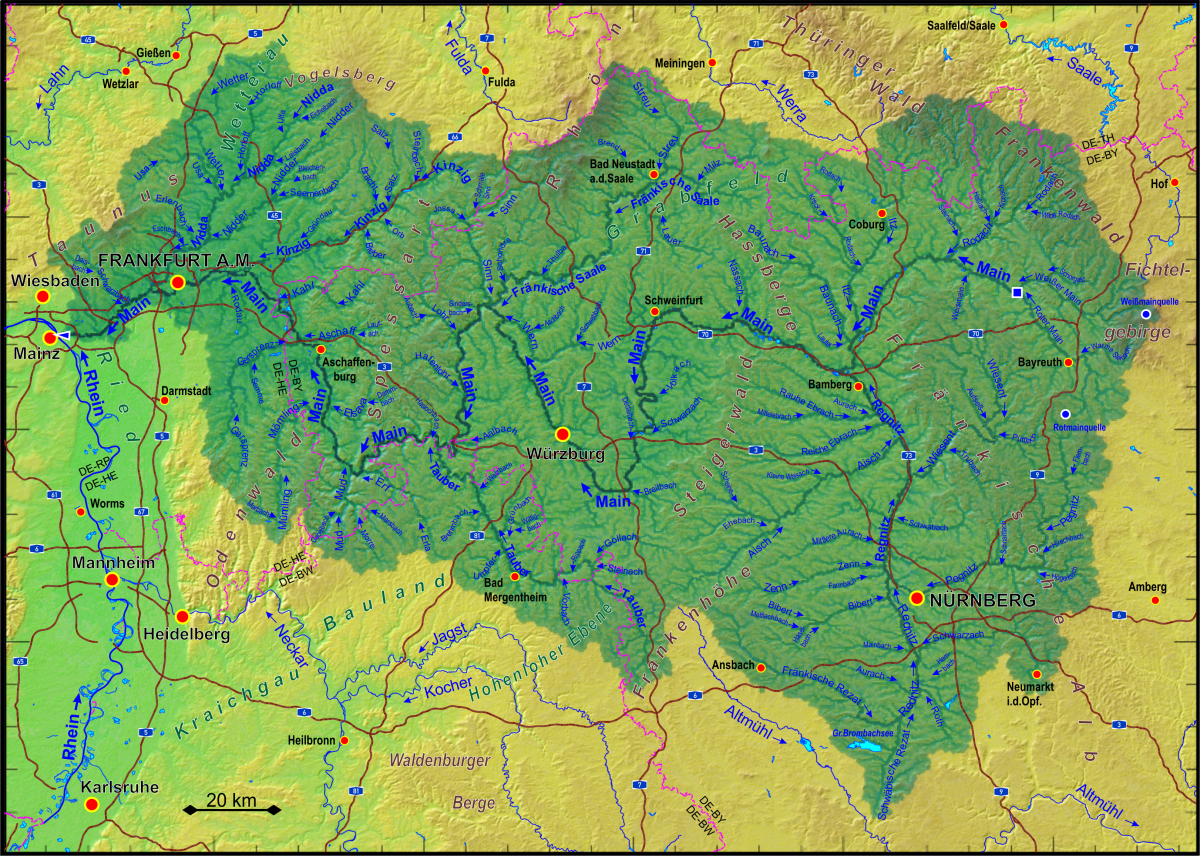
Einzugsgebiet des Mains, in der Mitte Schweinfurt
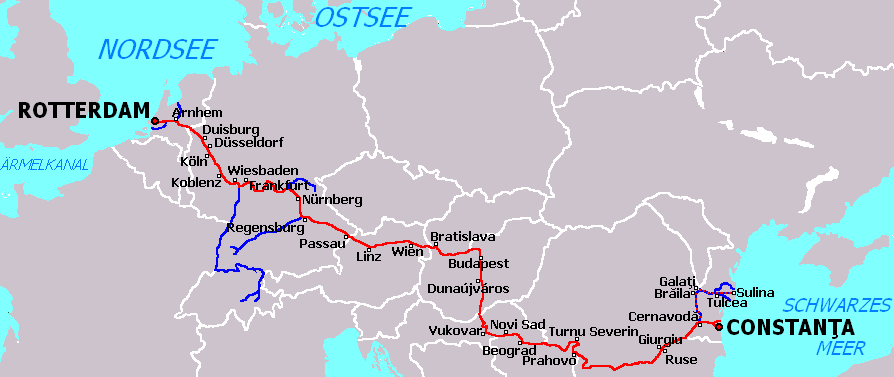
Schweinfurt an der Großschifffahrtsstraße, die über den Rhein-Main-Donau-Kanal Nordsee und Schwarzes Meer verbindet
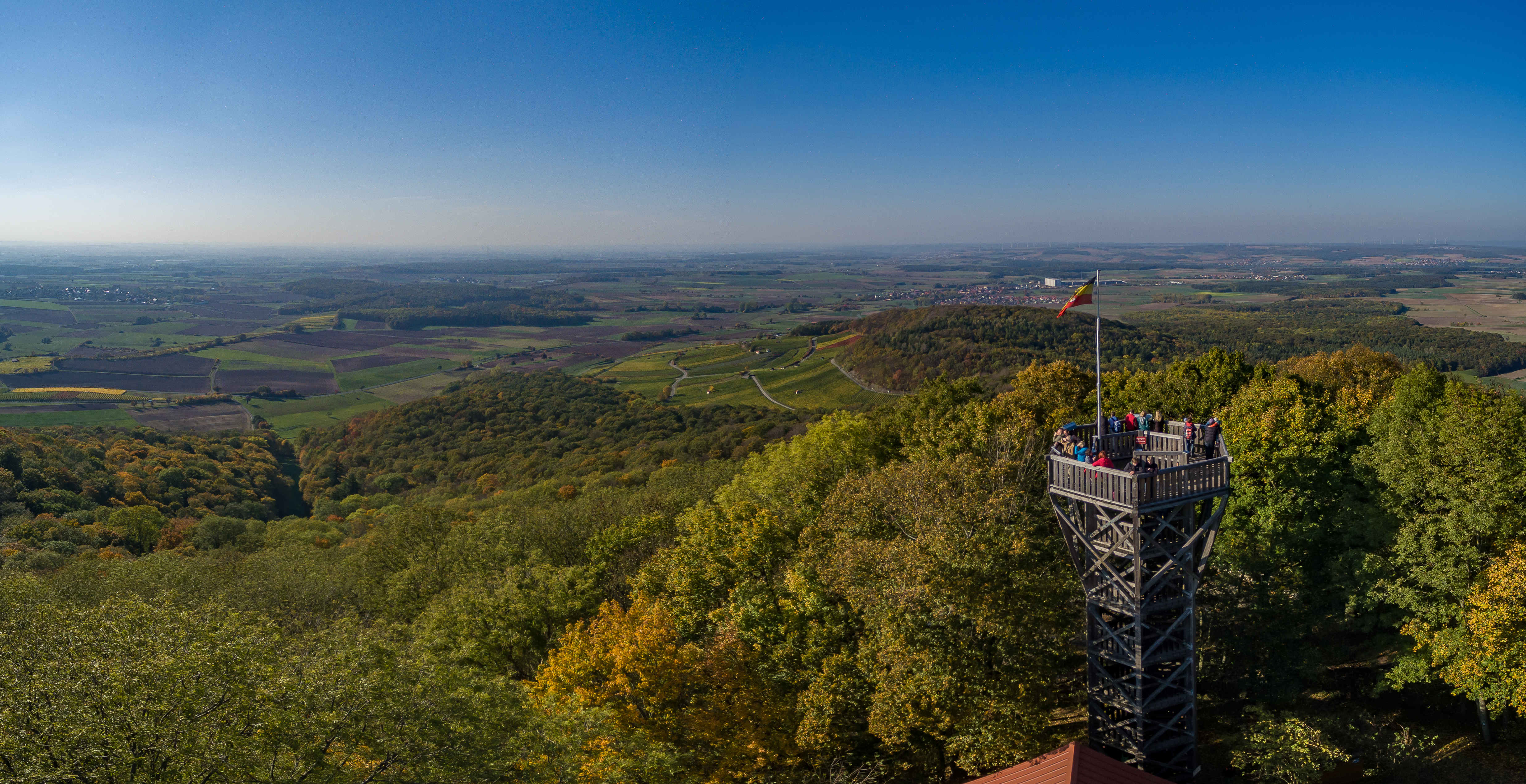
Blick vom Zabelstein im Steigerwald ins Schweinfurter Becken

### Neue Zentralität
Infolge des Falls des Eisernen Vorhangs änderte sich die wirtschaftsgeografische Lage Schweinfurts grundlegend. Die Stadt wurde zu einem Autobahnknotenpunkt in der bundesdeutschen Mitte. 2005 wurde die Thüringer-Wald-Autobahn A 71 Erfurt – Schweinfurt als Verkehrsprojekt Deutsche Einheit Nr. 16 (VDE 16) fertiggestellt. Mit den Kost von ungefähr zehn Millionen Euro pro Kilometer ist sie die teuerste Autobahn Deutschlands. Die Autobahnen in der Region Schweinfurt sind nahezu staufrei und es gab auf ihren 165 Kilometern 2017 und 2018 jeweils nur halb so viele Unfälle wie auf den nur 144 Autobahn-Kilometern der benachbarten Region Würzburg.
Bei der Bahn erlangte Schweinfurt 2017 durch das 10 Milliarden Euro kostende Verkehrsprojekt Deutsche Einheit Nr. 8 (VDE 8) weitere Zentralität. Berlin ist nun von Schweinfurt unter dreieinhalb Stunden erreichbar mit Umstieg im benachbarten Bamberg in den ICE der neuen 300 km/h Hochgeschwindigkeitsstrecke. Über die westlich vorbeiführende Hochgeschwindigkeitsstrecke, mit Umstieg im benachbarten Würzburg, sind München ab 2:33 Stunden und Hamburg ab 3:57 Stunden erreichbar. Berlin und München sind nun von Schweinfurt etwa eine dreiviertel Stunde schneller als von Frankfurt am Main zu erreichen und Paris ab 6:22 Stunden. Im Rahmen der DB-Fernverkehrsoffensive erhält Schweinfurt bis spätestens Dezember 2028 einen direkten IC-Anschluss durch den neuen IC Bamberg–Stuttgart–Tübingen. 2018 wurde der Umbau des Hauptbahnhofs abgeschlossen, zudem besitzt Schweinfurt von allen deutschen Städten das dichteste Netz an Haltestellen im öffentlichen Personennahverkehr.
Schweinfurt liegt an der Gütersverkehrsstrecke von Nürnberg über die Werntalbahn ins Rhein-Main-Gebiet im Gürtel der Neuen Seidenstraße.
Neue Zentralität Schweinfurts durch die Wiedervereinigung und neue Verkehrsprojekte
| Dortmund 350 km                               | Kassel 200 km O 10°                         | Erfurt 160 km                             |
| Frankfurt/M 160 km Main N 50 ° Würzburg 45 km | Kompassrose, die auf Nachbargemeinden zeigt | Bayreuth 120 km N 50 ° Main Bamberg 55 km |
| Stuttgart 190 km                              | O 10° Ulm 230 km                            | Nürnberg 120 km                           |

Berlin (City-West) via A 70: 450 km, via A 71: 442 km
Die Kilometerangaben beziehen sich auf Entfernungen zwischen den Stadtzentren bei Fahrten über Autobahnen
Alle Autobahnen mit der ersten Ziffer 7 führen in Richtung Schweinfurt (bzw. in Gegenrichtung) mit Ausnahme des nördlichen Teils der A 73. Unweit der Stadt kreuzt der 50. Grad nördlicher Breite (siehe oben: N 50 °), der der Mainlinie und der A 70 entspricht, den 10. Meridian östlicher Länge (O 10 °), der identisch mit der Nord-Süd-Achse Europas Dänemark – Norditalien und der A 7 ist. Am Schnittpunkt der beiden Grade, 5,6 km westlich des Autobahnkreuzes Schweinfurt/Werneck an der B 26a befindet sich ein Schnittpunkt-Denkmal.

### Topografie
Der Naturraum am Stadtrand besitzt vielfältige Ausprägungen mit unterschiedlichem Klima, Bergland, Wäldern, Weinbergen, Wiesen, Auwäldern, Schutzgebieten, fließenden und stehenden Gewässern. Ein großer Teil des kleinen, politischen Stadtgebietes besteht aus Wäldern (500 ha) und Wasserflächen (148 ha).

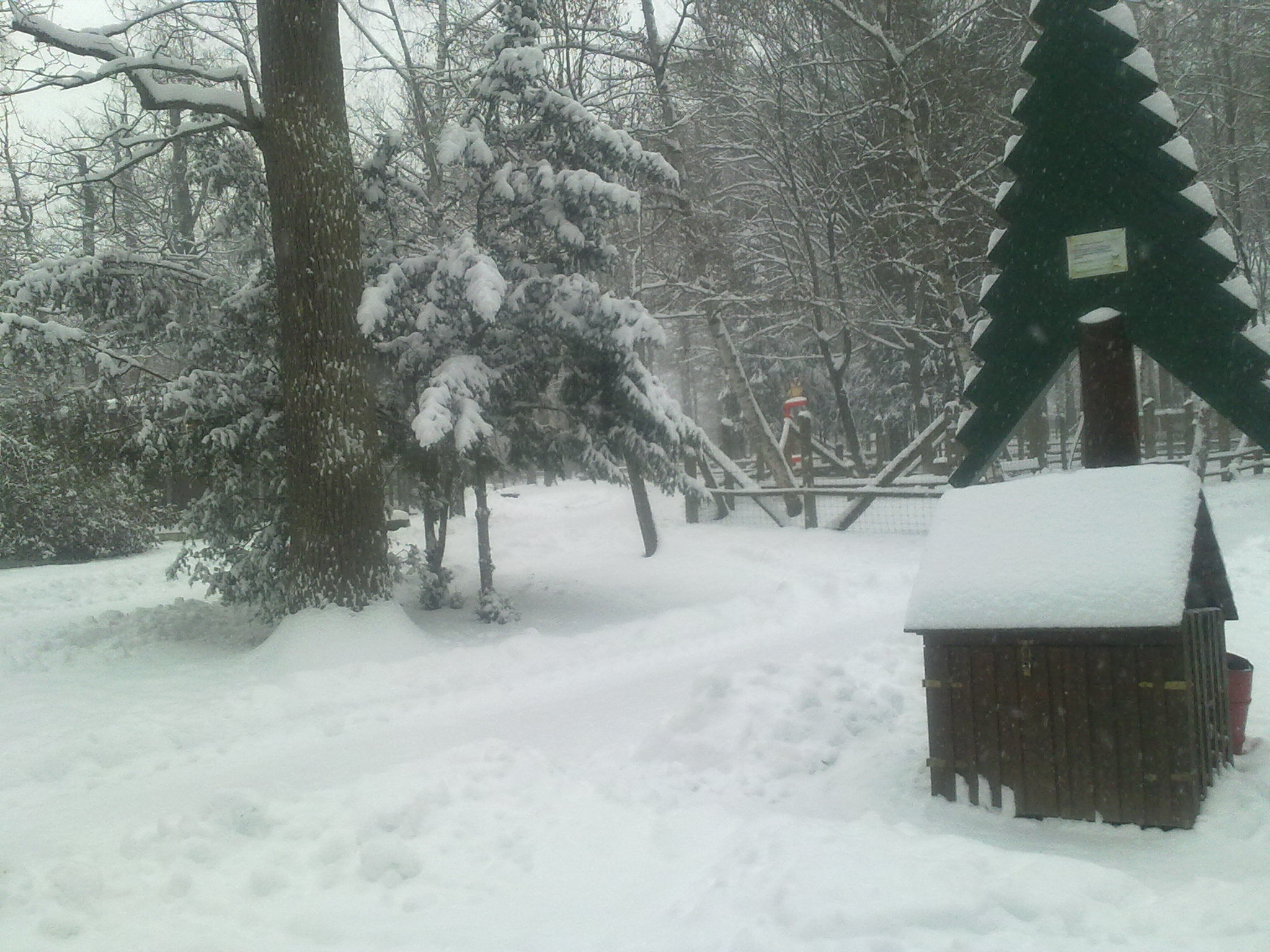
Schweinfurter Rhön Wildpark an den Eichen
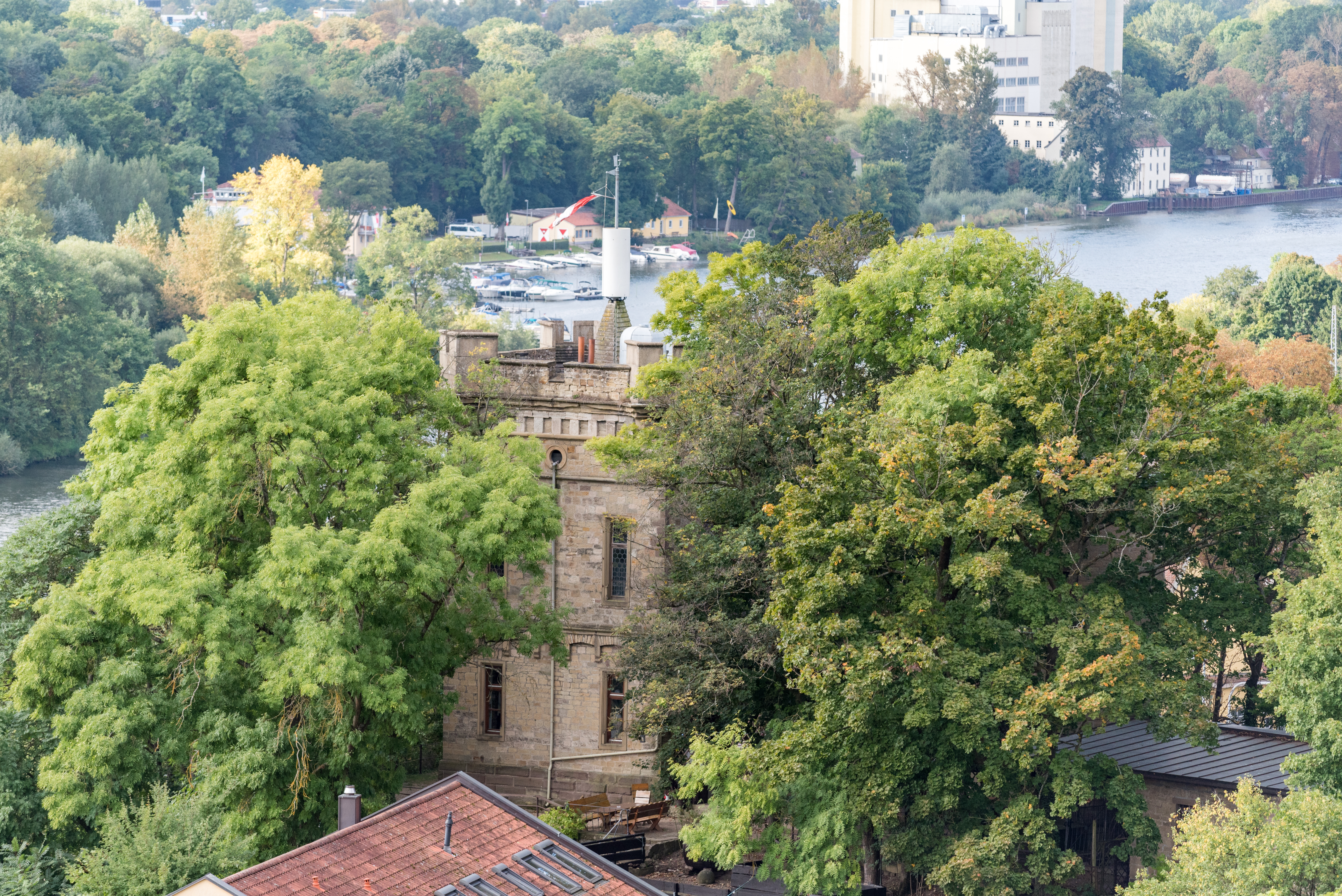
Main Blick von der Peterstirn zur Böckleinsinsel (rechts) und zu den Bootshäfen
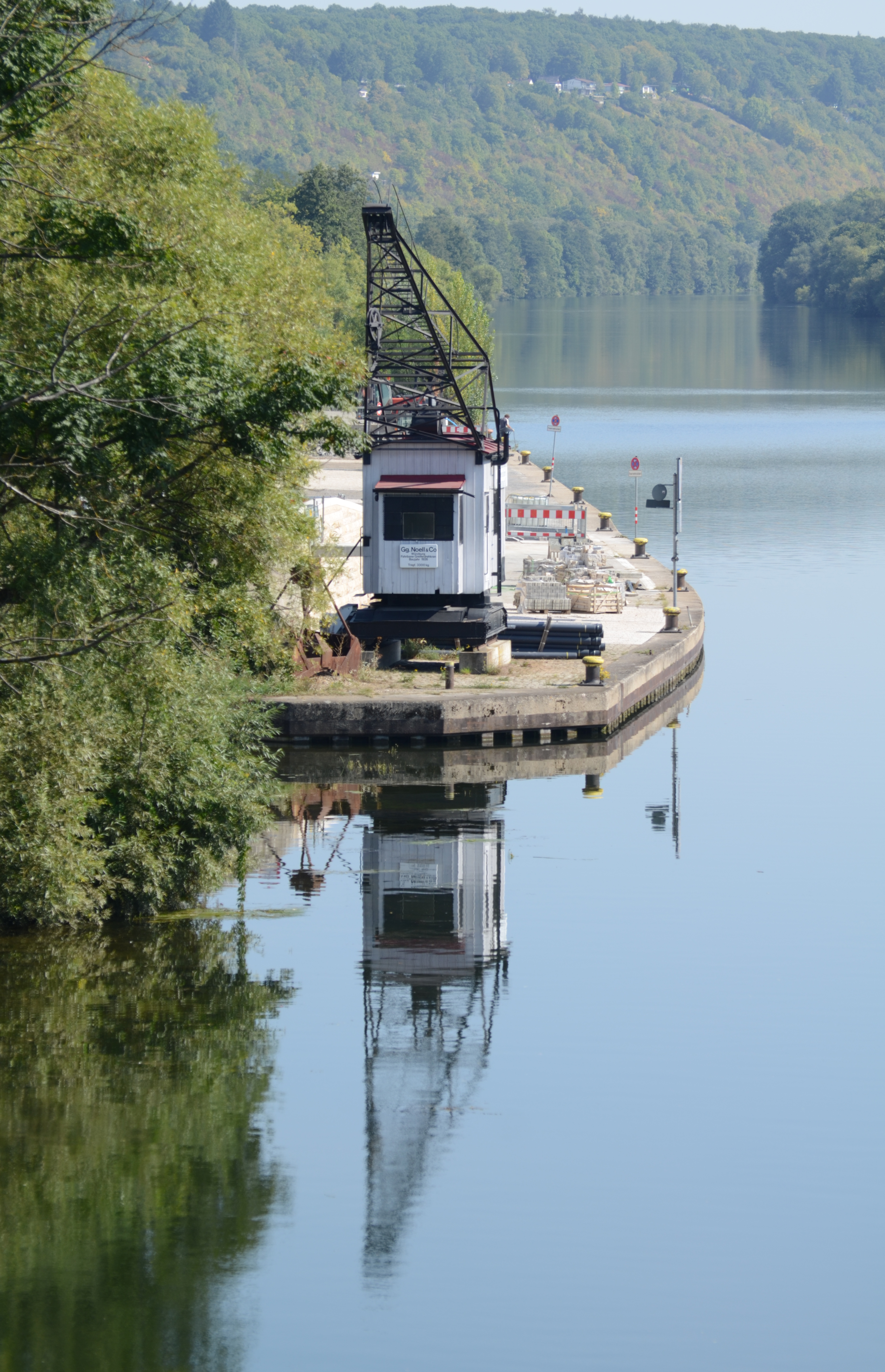
Main mit Schweinfurter Rhön
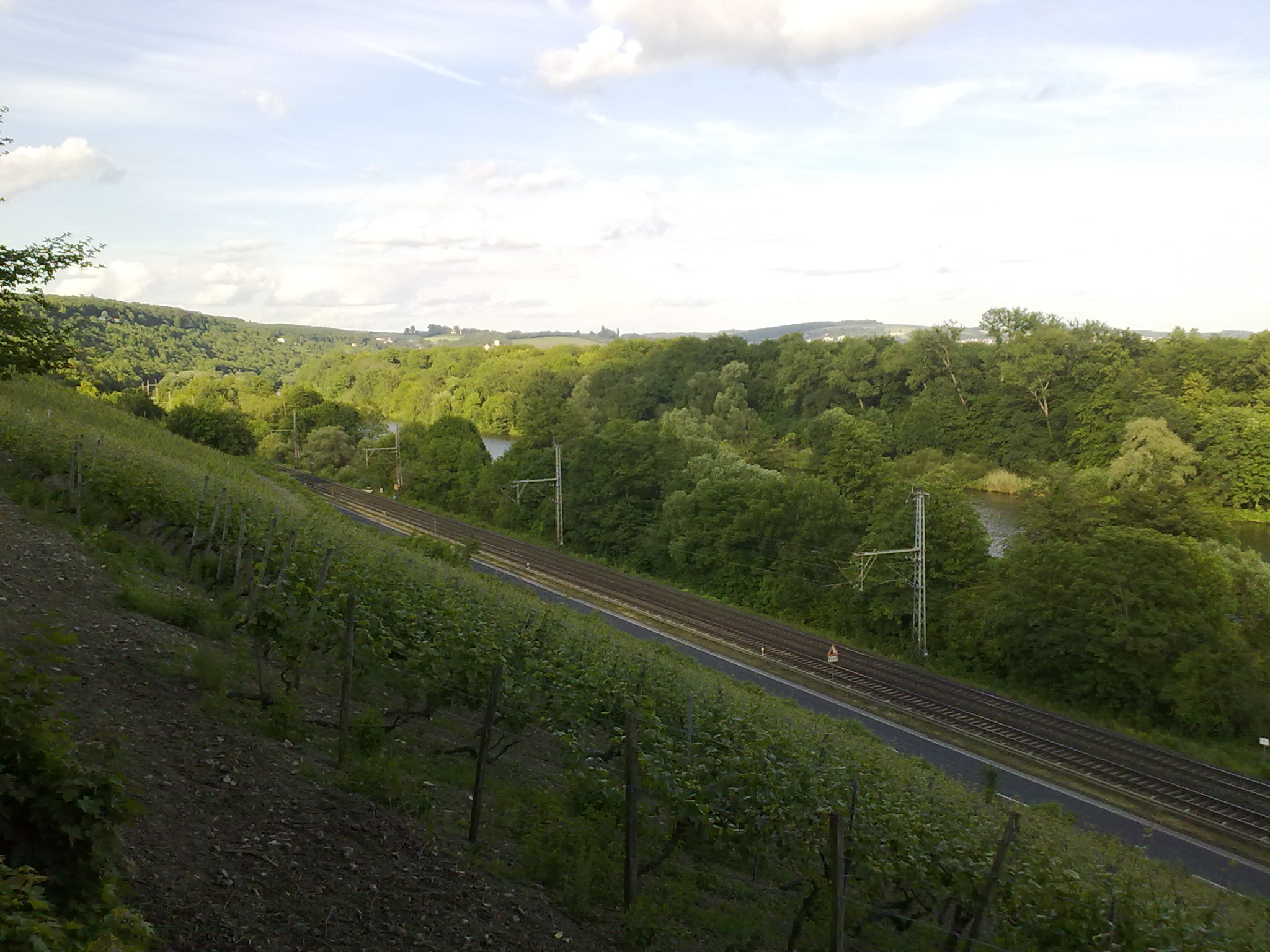
Maintal Blick aus den Schweinfurter Weinbergen auf urwaldähnliche Auwälder

### Naturräumliche Gliederung
Der Großteil des Stadtgebiets liegt innerhalb des gering reliefierten Schweinfurter Beckens (Haupteinheit 136), das sich herzförmig beiderseits des Mains erstreckt, mit der Innenstadt nördlich des Flusses. Die östlichen und nördlichen Stadtteile Haardt, Hochfeld und Deutschhof liegen topographisch teils deutlich erhöht auf den südlichen Ausläufern der von zahlreichen Tälern durchschnittenen nördlich des Mains gelegenen Landschaft der Schweinfurter Rhön. Sie ist identisch mit dem Naturraum Hesselbacher Waldland (Haupteinheit 139).
Schweinfurter Becken und Hesselbacher Waldland liegen in der Kernzone der Mainfränkischen Platten (Haupteinheitengruppe 13). Diese gehören zum Südwestdeutschen Stufenland beiderseits des Oberrheingrabens (Großregion 1. Ordnung 07-23) als Fortsetzung des Nordfranzösischen Schichtstufenlands. Das Schichtstufenland zieht sich somit vom Pariser Becken bis nach Franken hin.

### Geologie
Die Geologie im Stadtgebiet reicht (von älter/unten nach jünger/oben) von den harten Kalk- und Mergelsteinen des Oberen Muschelkalks über den weicheren tonig-mergeligen, von einzelnen Sandsteinen und Kalkbänken unterbrochenen Unterkeuper (Lettenkeuper) bis zu den weichen Tonsteinen des Gipskeupers. Im Bereich zwischen Bergrheinfeld und Schweinfurt befindet sich das Zentrum eines tektonischen Senkungsgebiets (Schweinfurter Mulde). Der Gipskeuper kam in das heutige Niveau des Mains, der im Quartär ein weites Becken ausräumen konnte. Im Stadtgebiet befinden sich Sande und Schotter als Reste höherer Flussniveaus. Am Ostrand des Maintals im Stadtgebiet befinden sich am Schwebheimer Wald Flugsanddünen. Sie sind mit Kiefern bewachsen und inaktiv.

### Tektonik
Die Tektonik des Stadtgebietes wird von der nordöstlich der Innenstadt von Nordwesten nach Südosten verlaufenden Kissingen-Haßfurter Störungszone geprägt, die das Hebungsgebiet des Kissingen-Haßfurter Sattels von der Schweinfurter Mulde trennt. Im Bereich der Sattelzone wurden harte Kalksteine des Muschelkalks in das heutige Niveau des Mains und seiner Zuflüsse gehoben. Das Relief ist deutlich bergiger, die Flüsse konnten nur schmale Täler formen.

### Hydrologie
Auf Grund der Topografie gab es innerhalb des bebauten Stadtgebietes, außer kurzzeitigen, kleinräumigen Straßenüberschwemmungen durch Starkregen, bisher kein Hochwasser. Da sich der Main bei Schweinfurt bis auf 172 m verbreitert, mit (einstigen) Nebenarmen bis auf 900 m. Zudem liegt die Innenstadt auf einem Sockel ca. 10 bis 15 m über dem Wasserspiegel des Mains.
Am Main selbst richtete jedoch starker Eisgang große Schäden an den Wasserbauten beim größten Hochwasser des 19. Jahrhunderts 1845 an, mit einem Pegelstand von 6,25 m. Beim Hochwasser im Februar 1909, mit einem Pegelstand von 6,10, stürzten die Eismassen über die Mainwehre. Die Böckleinsinsel und die Wehranlagen (Stadtpark) wurden überflutet. Es entstand ein großer See zwischen der Altstadt und Sennfeld.
An der Innenstadt (ca. 220 m ü. NN) befindet sich am Hauptmain (Main-km 332) seit 1960 eine neue Staustufe. Oberhalb (östlich) von ihr liegt der Mainwasserspiegel auf 207,68 m ü. NN. Unterhalb beträgt die normale Mainhöhe 203,1 m Ü. NN. Bei Hochwasser werden bei Bedarf Wehre der Staustufe geöffnet. Der höchste Stand des Mains betrug in den letzten 100 Jahren oberhalb der heutigen Staustufe 209,72 m ü. NN; seitdem war die Maininsel Bleichrasen mit einer Höhe von 210,0 m ü. NN noch nie überflutet. Zudem liegt der Saumain auf nur 203,60 ü. NN, wohin sich das Hochwasser zuerst ergießt. Die tiefere, südliche Mainseite liegt im Stadtbereich auf 205 bis 209 m ü. NN. Die hier ab 1963 errichteten Industrie- und Gewerbeparks Hafen-Ost, Hafen-West und Maintal, die fast vollständig unterhalb der Staustufe liegen, sind durch Deiche geschützt und waren bisher (2016) ebenfalls noch nie überflutet (siehe: Maintal, Hydrologie).

### Klima
Regionales Klima
Typisches Kennzeichen ist der relativ geringe Niederschlag, mit knapp über 600 mm pro Jahr, durch die Lage der Stadt östlich des Landrückens Rhön–Spessart. Die Winter sind mitunter sehr kalt, aber durch die für bayerische Verhältnisse niedrige Seehöhe die Übergangszeiten mild und die Sommer warm bis heiß. Während in den höher gelegenen Regionen Süddeutschlands der Frühling spät einzieht und in Folge der Klimaerwärmung heute relativ schnell in den Sommer übergeht, zieht das Frühjahr im Schweinfurter Becken bald ein und ist sehr ausgeprägt. Das führt zur frühen Obstblüte, vielfältiger Flora und guten klimatischen Bedingungen für Spargel- und Weinbauanbau (siehe: Weinbau).
Im Kontinentalitätsgrad liegt das örtliche Klima im Übergangsbereich zwischen Seeklima und Kontinentalklima. Dieses bereits gemäßigte Kontinentalklima, im Dreiklang mit geringem Niederschlag, kalten Wintern und warmen Sommern kommt sonst in Westdeutschland nirgends vor, ist aber in Ostdeutschland weit verbreitet. Die Schweinfurter und Berliner Klima-Eckdaten sind nahezu identisch. Der Spessart bildet die Klimascheide zum maritimen Klima.
Stadtklima
Die Stadt besitzt für Hitzesommer mäßigende topografische Faktoren, i. Ggs. zu den stark belasteten Nachbarstädten Würzburg und Kitzingen. Schweinfurt liegt nicht in einem Talkessel, ist verhältnismäßig locker bebaut und das Maintal führt i. Ggs. zu vorgenannten Städten in der Hauptwindrichtung von Ost nach West. Wodurch die Winde nicht blockiert werden, sondern bei Hochdruckwetterlagen Ostwind und bei Tiefdruck Westwind begünstigt wird. Zudem grenzen Seen, Flussauen, Schweinfurter Rhön und Schwebheimer Wald an die Stadt und die wenigen Weinberge sind naturbelassener, statt der flurbereinigten, hitzeproduzierenden Großweinlagen um Kitzingen und Würzburg.
Ein Großteil des Niederschlags fällt im Hochsommer in kurzen Gewittergüssen, die Winter sind ziemlich trocken. 2015 wurde Schweinfurt Deutschlands Blitzhauptstadt, mit 4,5 Blitzeinschlägen pro Quadratkilometer lag die Stadt vor Cottbus (4,3/km²) und Garmisch-Partenkirchen (4,1/km²).

### Weiteres
Maininseln

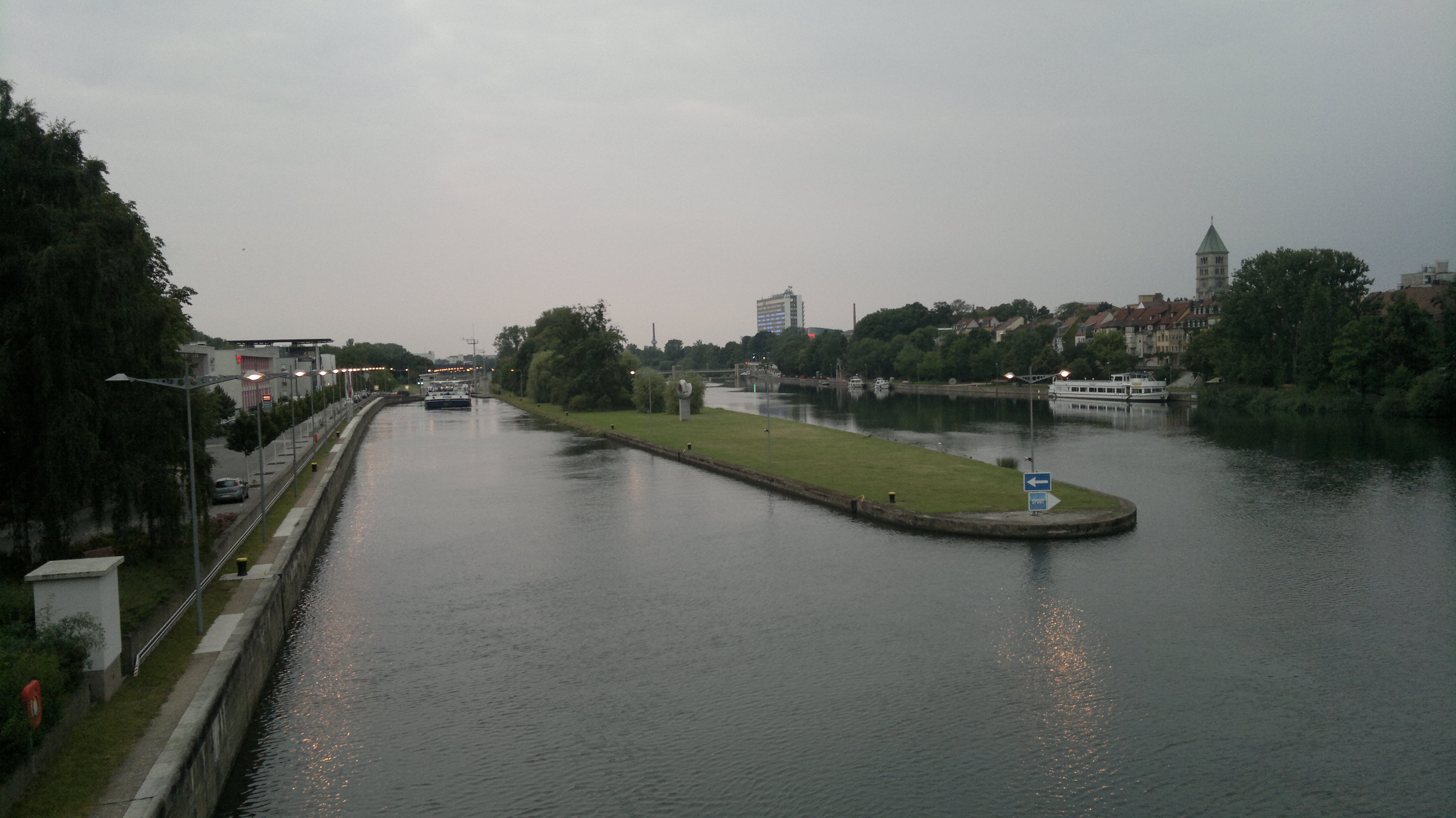
Schleuseninsel, links das Ufer der Maininsel Bleichrasen

Die Maininsel Bleichrasen (6,93 ha) wird als größte der drei Schweinfurter Maininseln auch nur Maininsel genannt und bis in die Nachkriegszeit wurde sie auch als Bleichrasen bezeichnet. Die Insel liegt auf Höhe der nordmainischen Schweinfurter Altstadt, zwischen dem nördlich gelegenen Schleusenkanal und dem südlich gelegenen Nebenarm des Mains Saumain. 2004 wurde auf der Insel das Konferenzzentrum Maininsel (KMI) mit einem größeren Vier-Sterne-Hotel eröffnet.
Die Böckleinsinsel (2,70 ha) wurde im Volksmund früher auch Pfaueninsel genannt und liegt unmittelbar östlich der Maininsel Bleichrasen, zwischen dem nördlich gelegenen Hauptarm des Mains und dem südlichen Saumain. Die Böckleinsinsel ist seit 1806 im Familienbesitz und für Unbefugte nicht zugänglich, auf ihr befindet sich eine Getreidemühle
Die Schleuseninsel (4,37 ha) liegt zwischen dem Hauptarm des Mains im Norden und dem Schleusenkanal im Süden. Auf ihr befindet sich das Laufwasserkraftwerk Schweinfurt und auf dem östlichen Ende der Insel steht die Monumentalskulptur der Anker von dem Berliner Künstler-Ehepaar Brigitte und Martin Matschinsky-Denninghoff. Brigitte Matschinsky-Denninghoff war Assistentin bei Henry Moore.
Dreifrankenblick
Am oberen Ende des Weinbergs Peterstirn steht ein kleiner Aussichtsturm. Von ihm blickt man über die Mainfränkischen Platten auf den gesamten Steigerwaldtrauf, der in kleinen Teilen zu Oberfranken gehört. Bei guter Sicht ist westlich (rechts) hinter dem Schwanberg in 48 km Entfernung der Kapellenberg oberhalb des Weinortes Bullenheim in Mittelfranken erkennbar.

## Schutzgebiete und Kulturlandschaften

### Schutzgebiete

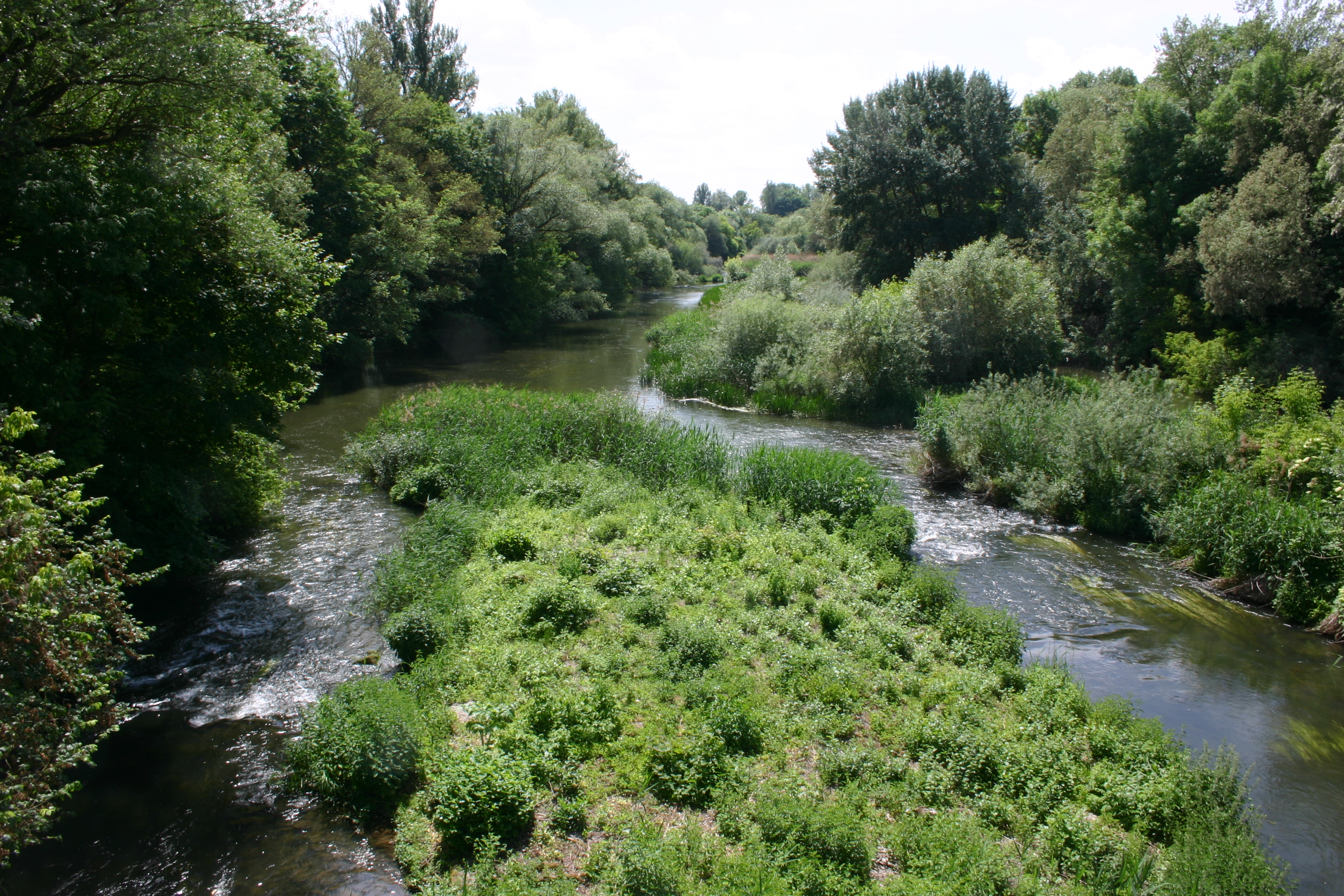
Naturschutzgebiet
Saumain in der Stadt Schweinfurt

Im Stadtgebiet gibt es ein Naturschutzgebiet mit dem Namen Saumain in der Stadt Schweinfurt, zwei Landschaftsschutzgebiete, zwei FFH-Gebiete (Stand März 2016) und ein Geotop.
Siehe auch: Liste der Naturschutzgebiete in der Stadt Schweinfurt, Liste der Landschaftsschutzgebiete in Schweinfurt, Liste der FFH-Gebiete in der Stadt Schweinfurt und Liste der Geotope in Schweinfurt

### Weinbau
Der örtliche Weinbau hat nur noch eine sehr geringe wirtschaftliche, aber nach wie vor kulturelle Bedeutung für die Stadt. Er ist für die Selbstwahrnehmung und die lokale Lebensart wichtig. Schweinfurt ist heute ein großlagenfreier Weinort im Fränkischen Weinbaugebiet, im Bereich Maindreieck, im Unterbereich Volkacher Mainschleife, mit 3,54 ha bestockter Rebfläche (2017).
In Schweinfurt wird wahrscheinlich seit weit über 1000 Jahren Weinbau betrieben. Zu Beginn des 19. Jahrhunderts war Schweinfurt eine bedeutende fränkische Weinbau- und Weinhandelsstadt. Zum Ende der Reichsstadt-Zeit 1802 waren es etwa 320 ha Rebfläche, was dem größten heutigen fränkischen Weinbauort Nordheim am Main entspricht (2017: 319 ha). Goethe schätzte den Schweinfurter Wein und ließ sich große Mengen liefern, allein im Jahre 1821 waren es 700 Liter. Die Verbindung Goethes zum Schweinfurter Wein geht aus sieben Goethebriefen hervor, die im Goethe-Schiller-Museum in Weimar verwahrt werden. Große Teile einiger heutiger Stadtviertel, bis nahe an den Rand der Altstadt, befinden sich auf ehemaligen Weinbergen. Insbesondere der Kiliansberg, worauf auch hier die Straßenbezeichnungen Weingartenweg und Wingertstraße hinweisen.

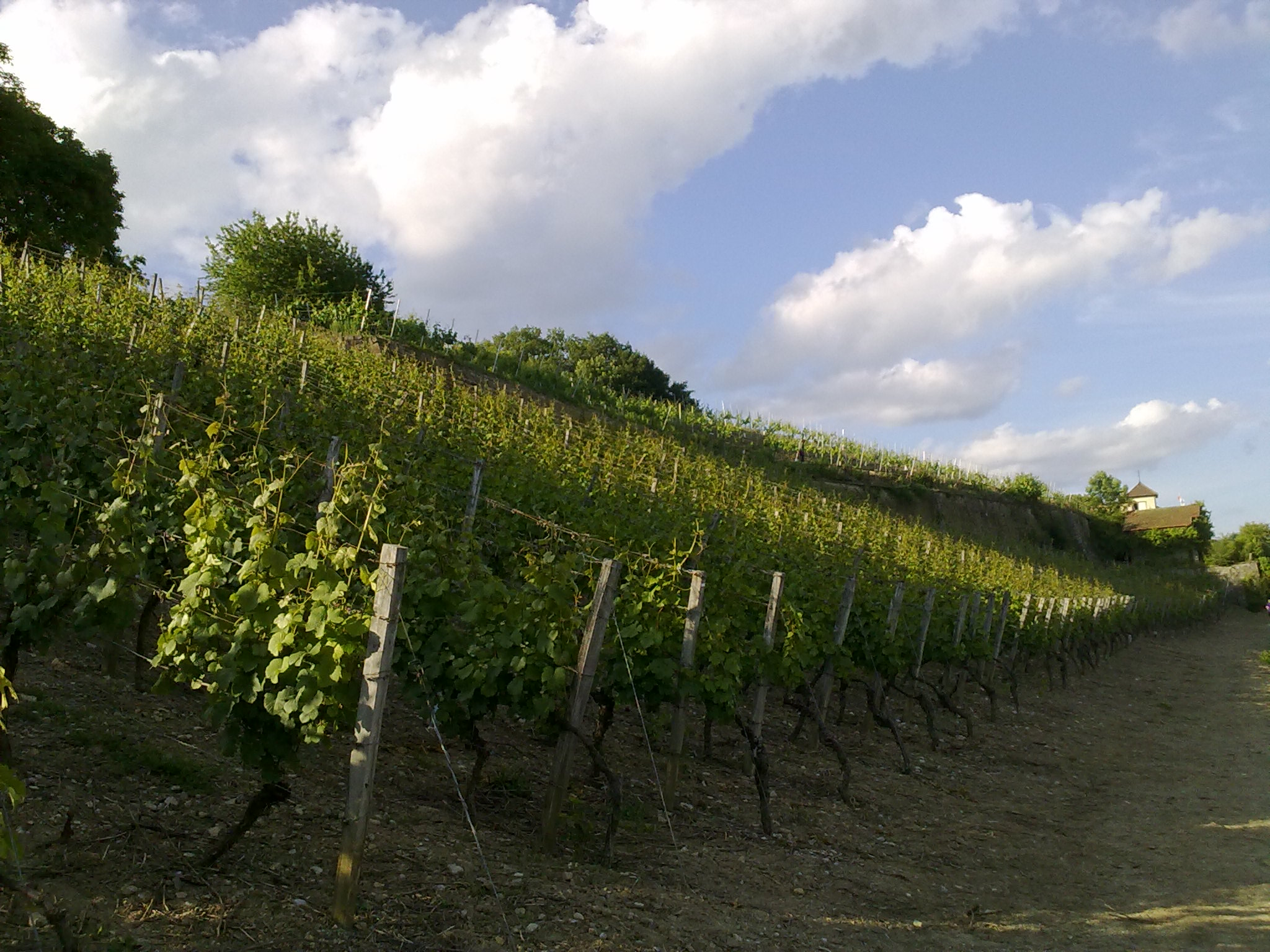
Weinlage Schweinfurter Peterstirn

Die Reblaus tauchte 1902 in Franken auf. Sie traf den Schweinfurter Raum besonders hart und der Weinbau ging hier noch stärker als anderswo zurück. Ab 1960 begann in Franken die Wiederbelebung des Weinbaus, die in Schweinfurt nicht stattfand. Hier betrieben auf den allermeist brach liegenden Vorkriegsstrukturen nur noch einige Nebenerwerbs- und Hobbywinzer auf Kleinflächen entlang der Mainleite Weinbau. Seit den 1980er Jahren wird wieder planmäßig, hier am Ostrand der Stadt, in den historischen Weinlagen Peterstirn und Mainleite Weinbau im zunehmenden Umfang, mit der Leitsorte Silvaner betrieben. Durch die fast vollständige Unterbrechung des Weinbaus bis zu den 1980er Jahren blieben die Weinberge von der Zuordnung zu Großweinlagen und der Flurbereinigung der 1970er Jahre verschont, bei der meist die historischen Strukturen zerstört wurden. Die kleine Wein-Kulturlandschaft am Schloss Peterstirn mit ihren Natursteinmauern und Gerätehäuschen blieb dadurch erhalten. Auf der Peterstirn befindet sich ein Weingut im Familienbesitz, wo zweimal jährlich ein Weinfest stattfindet.

## Humangeographie

### Stadtgliederung
Eine amtliche Stadtgliederung, mit Einteilung in Stadtbezirke und Ortsteile, wie z. B. in Bayreuth, gibt es nicht. In Ermangelung verwenden Immobilienportale die Stadtgliederung aus dem Jugendhilfeplan der Stadt Schweinfurt. Das Stadtgebiet wurde hier in 14 Stadtteile (fette Schrift in Liste) und 23 statistische Bezirke eingeteilt. Der Stadtteil Maintal ist im veralteten Plan noch nicht enthalten und wurde in der Liste hinzugefügt. Bei der Bayerischen Gebietsreform wurden keine Vororte eingemeindet, weshalb das Stadtgebiet nur die Kernstadt und das 1919 eingemeindete Oberndorf umfasst.

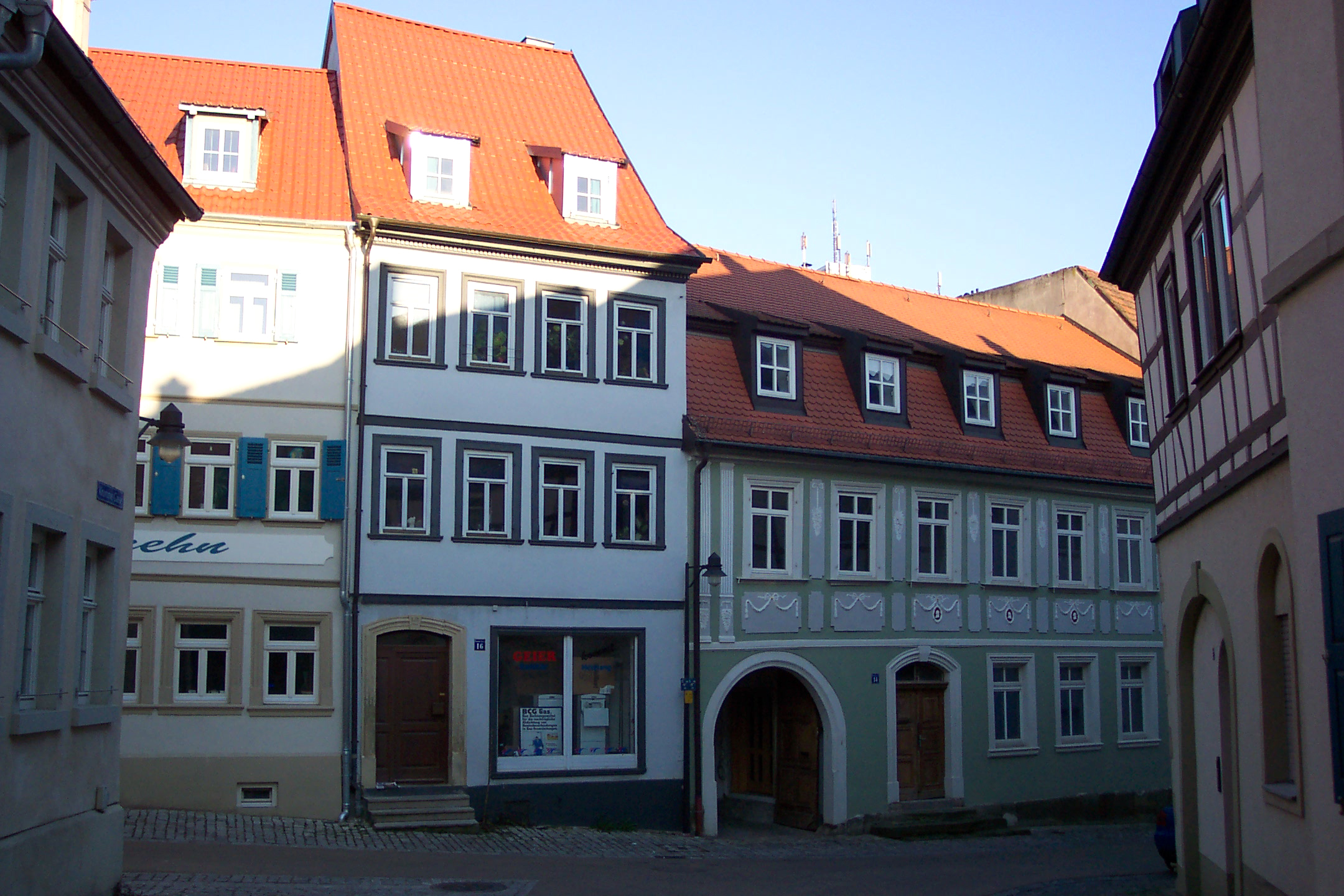
Altstadt, Krumme Gasse
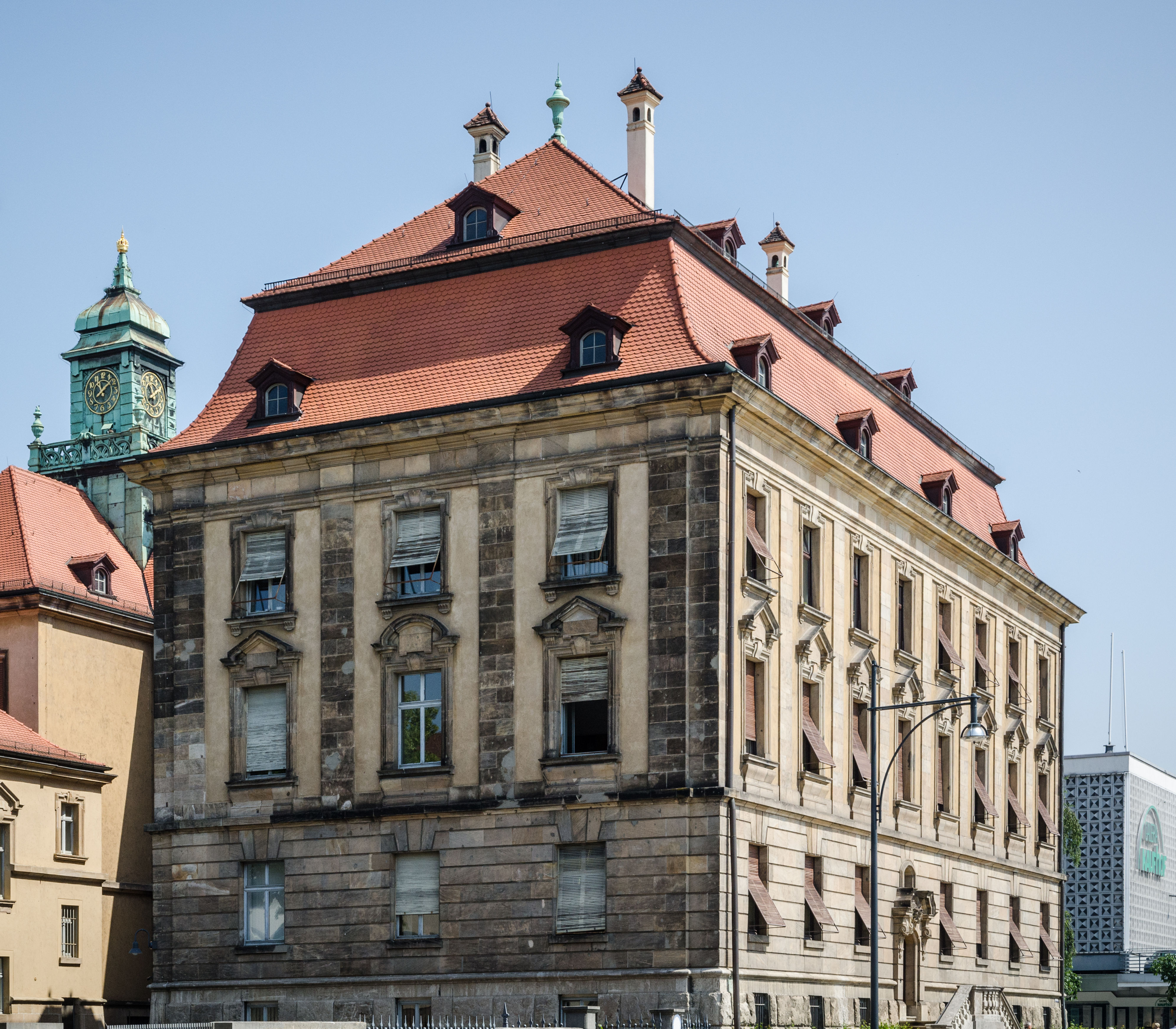
Innenstadt, Justizquartier

- Nordöstlicher Stadtteil,
Kiliansberg
- Deutschhof,
Kreuzbergstraße

| Nr. | Bezirk                       | Einwohner 31. 12. 2015 | Ausländer (%) | Doppelstaatler (%) |
| --- | ---------------------------- | ---------------------- | ------------- | ------------------ |
| 11  | Altstadt (zur Innenstadt)    | 2.529                  | 17,7          | 6,9                |
| 12  | Innenstadt-West              | 4.291                  | 29,4          | 15,7               |
| 13  | Innenstadt-Nord              | 3.994                  | 23,0          | 13,1               |
| 21  | Bergl                        | 9.162                  | 18,8          | 23,9               |
| 22  | Musikerviertel               | 3.103                  | 20,4          | 20,1               |
| 31  | Nordwestlicher Stadtteil     | 3.314                  | 19,1          | 15,5               |
| 32  | Gartenstadt                  | 2.787                  | 6,6           | 9,4                |
| 33  | Nördlicher Stadtteil         | 3.024                  | 11,9          | 16,6               |
| 34  | Haardt                       | 1.779                  | 7,4           | 17,4               |
| 35  | Eselshöhe                    | 2.561                  | 4,3           | 13,9               |
| 41  | Hochfeld/Steinberg           | 5.126                  | 7,6           | 10,8               |
| 42  | Nordöstlicher Stadtteil      | 2.734                  | 7,4           | 8,2                |
| 43  | Deutschhof-Süd               | 1.855                  | 6,1           | 26,3               |
| 44  | Deutschhof-Mitte             | 1.454                  | 9,6           | 27,4               |
| 45  | Deutschhof-Ost               | 962                    | 7,3           | 25,7               |
| 46  | Deutschhof-Nord              | 963                    | 6,0           | 14,6               |
| 47  | Deutschhof-Zeilbaum          | 784                    | 1,9           | 11,4               |
| 51  | Hafen-Ost                    | 244                    | 7,8           | 7,4                |
| 52  | Hafen-West                   | 22                     | 50,0          | 4,5                |
| 53  | Badesee am Schwebheimer Wald | 4                      | 0,0           | 0,0                |
| 54  | Maintal                      | 2                      | 0,0           | 0,0                |
| 61  | Oberndorf-Süd                | 1.135                  | 11,3          | 9,7                |
| 62  | Oberndorf-Mitte              | 1.326                  | 16,1          | 13,7               |
|     | nicht zuzuordnen             | 47                     | 2,1           | 25,5               |
|     | Schweinfurt insgesamt        | 53.202                 | 14,6          | 16,2               |

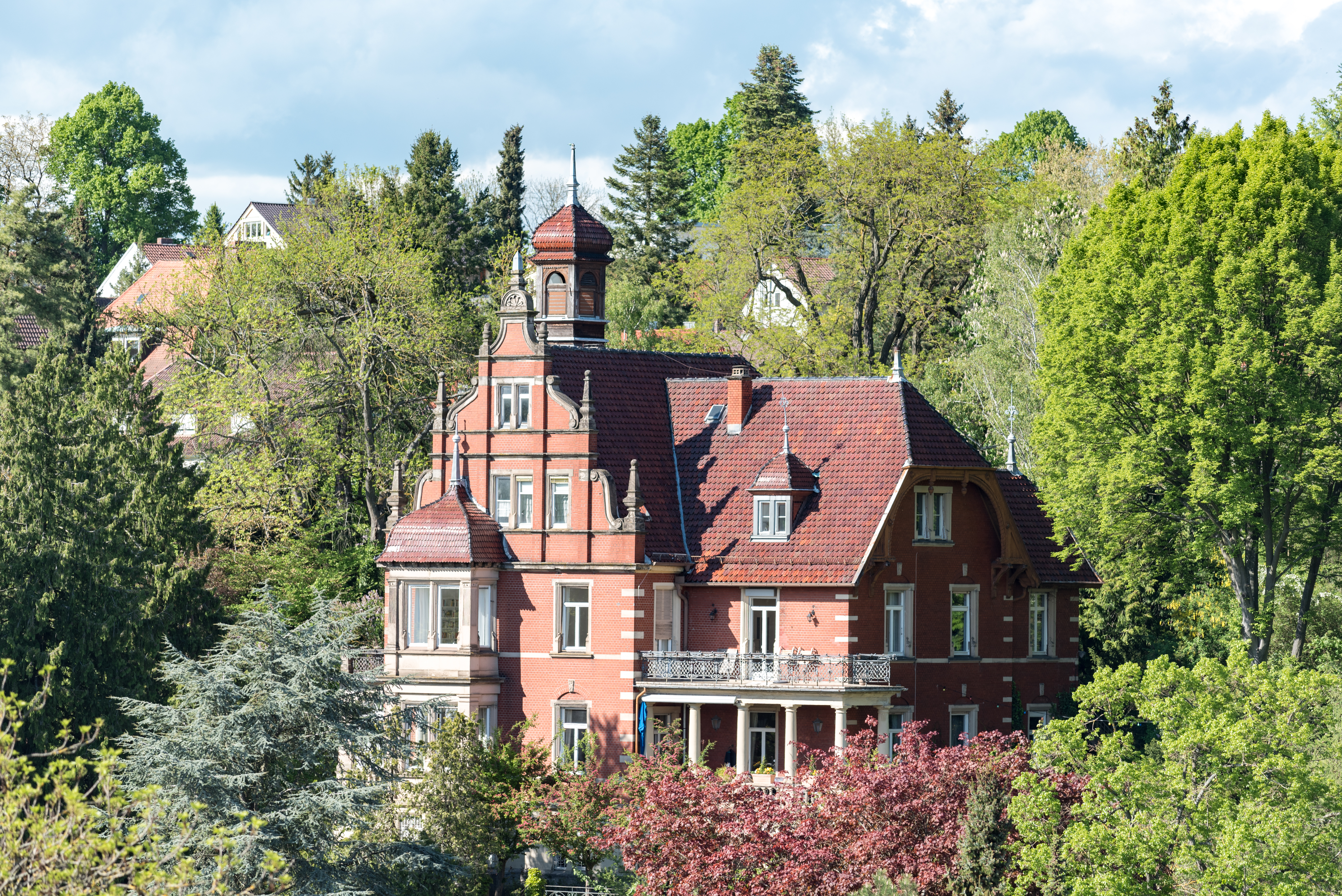
Nordöstlicher Stadtteil, Kiliansberg
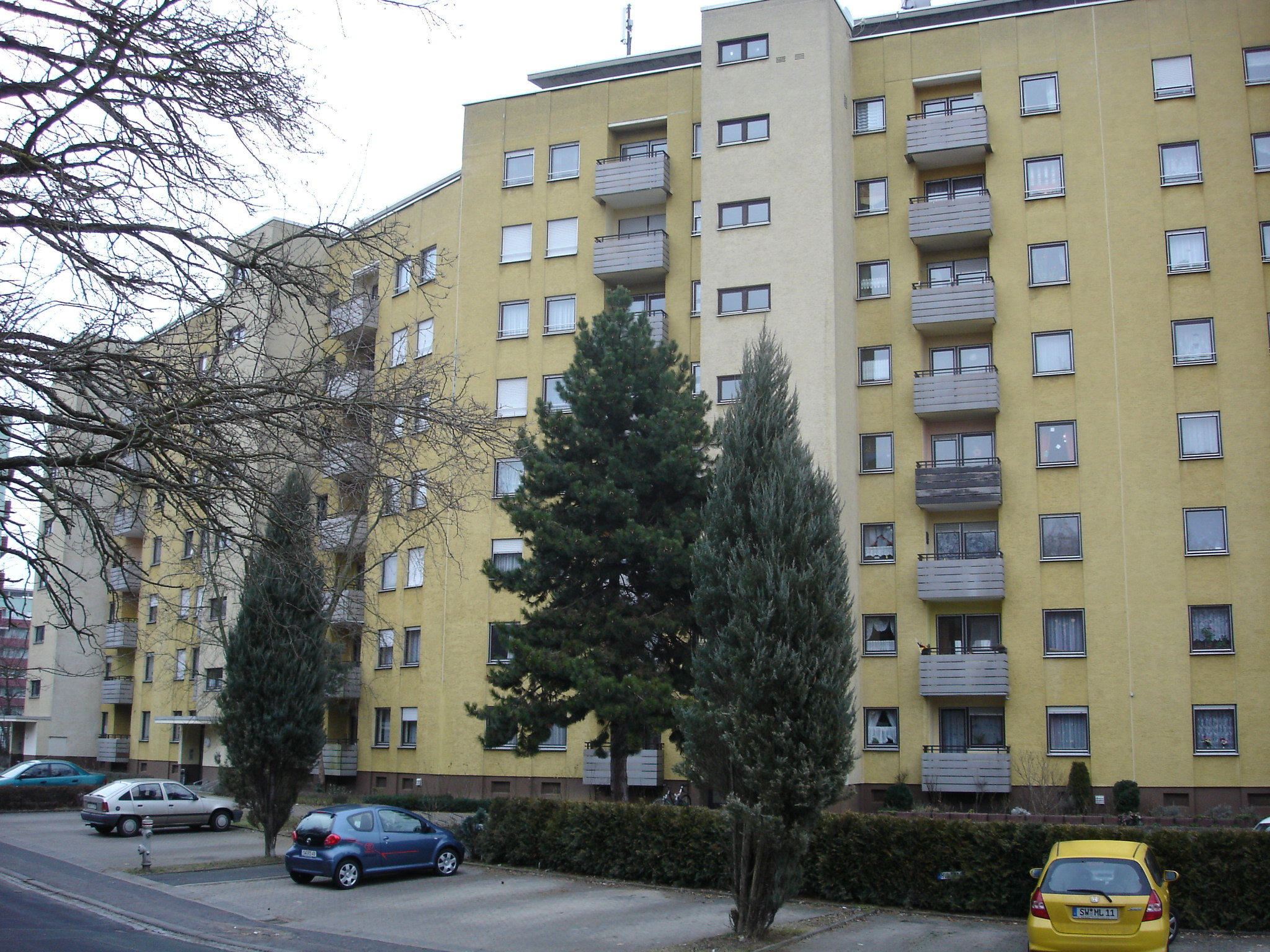
Deutschhof, Kreuzbergstraße

Innerhalb der Stadtteile gibt es kleinere, nicht amtlich festgesetzte Ortsteile, die teilweise nicht mit den 23 statistischen Bezirken identisch sind.
- Altes Gewerbeviertel (Innenstadt)
- Bellevue (Musikerviertel)
- Breite Wiese (Hochfeld/Steinberg)
- Carus-Park (Nordwestlicher Stadtteil)
- Fischerrain (Innenstadt)
- Gründerzeitviertel (Innenstadt)
- Hainig (Nordwestlicher Stadtteil)
- Höllental (Nordöstlicher Stadtteil)
- Kiliansberg (Nordöstlicher Stadtteil)
- Klingenbrunn (Nördlicher Stadtteil)
- Klingenhöhe (Hochfeld/Steinberg)
- Neutorvorstadt (Innenstadt)
- Theuerbrünnleinssiedlung (Nördlicher Stadtteil)
- Yorktown Village (Nordwestlicher Stadtteil)
- Zeilbaum (Deutschhof)
- Zürch (Altstadt)

### Stadtbild
In nahezu allen überregionalen Veröffentlichungen steht fälschlicherweise, dass Schweinfurt im Luftkrieg im Zweiten Weltkrieg sehr stark zerstört worden sei, was nicht zutrifft. Die Stadt wurde zu etwa 45 % zerstört und damit genauso stark wie beispielsweise Rothenburg ob der Tauber. Es gab keinen Feuersturm, im Gegensatz zum benachbarten Würzburg. Nach dem Zweiten Weltkrieg war deshalb ein planmäßiger, schneller Wiederaufbau nur an einigen Stellen der Stadt nötig. Dadurch gab es für spätere Zeiten noch Gestaltungsspielraum, da die Lücken sukzessive über viele Stilepochen geschlossen wurden. Im Westen der Stadt ist bis heute der Baustil der 1930er Jahre stadtbildprägend. Insbesondere die Klinkerbauten der Großindustrie im Bauhausstil, in bis heute komplett erhaltenen oder nach Kriegsschäden teilrekonstruierten Straßenfronten.
Die Entwicklung von einer historischen Kleinstadt über die Industrialisierung bis zum Oberzentrum für eine halbe Million Einwohner spiegelt sich auch im gegensätzlichen, spannungsreichen Stadtbild wider. So wird in der Innenstadt das Stadtbild von Osten nach Westen hin allmählich großstädtischer (in obiger Bildfolge von links nach rechts). Altfränkische Gassen in sanierten Quartieren der östlichen Altstadt gehen über in mittelstädtische, zuweilen chaotische Strukturen um den Roßmarkt, bis zu großstädtischem Stadtbild in der westlichen City. Eine Ausnahme im Osten bildet das Rückert-Center im Brutalismus der 1970er Jahre (Spitzname Zementrum: ursprünglich hatte es eine Betonfassade und hieß Centrum).

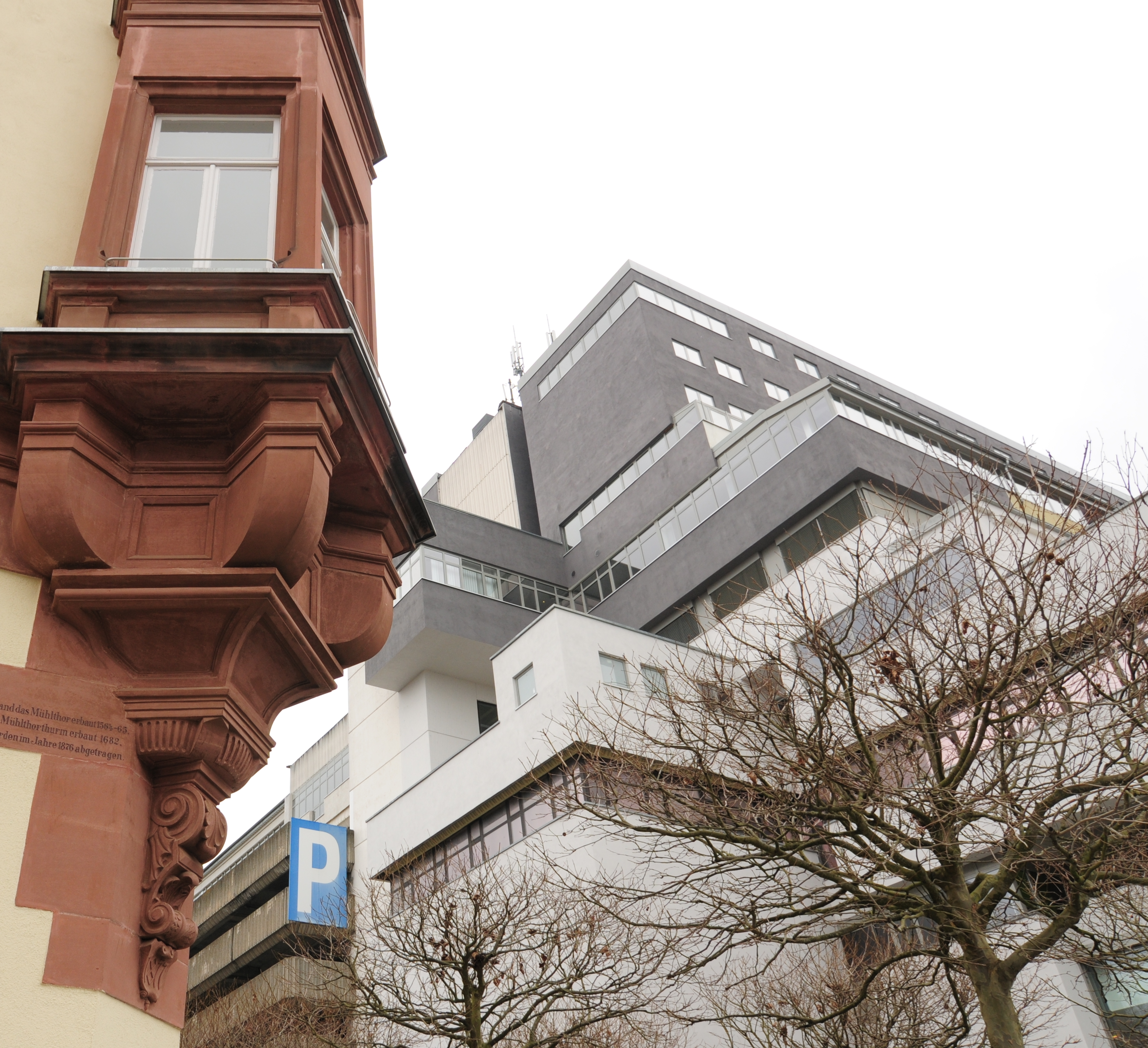
Rückert Center und Alte Reichsbank
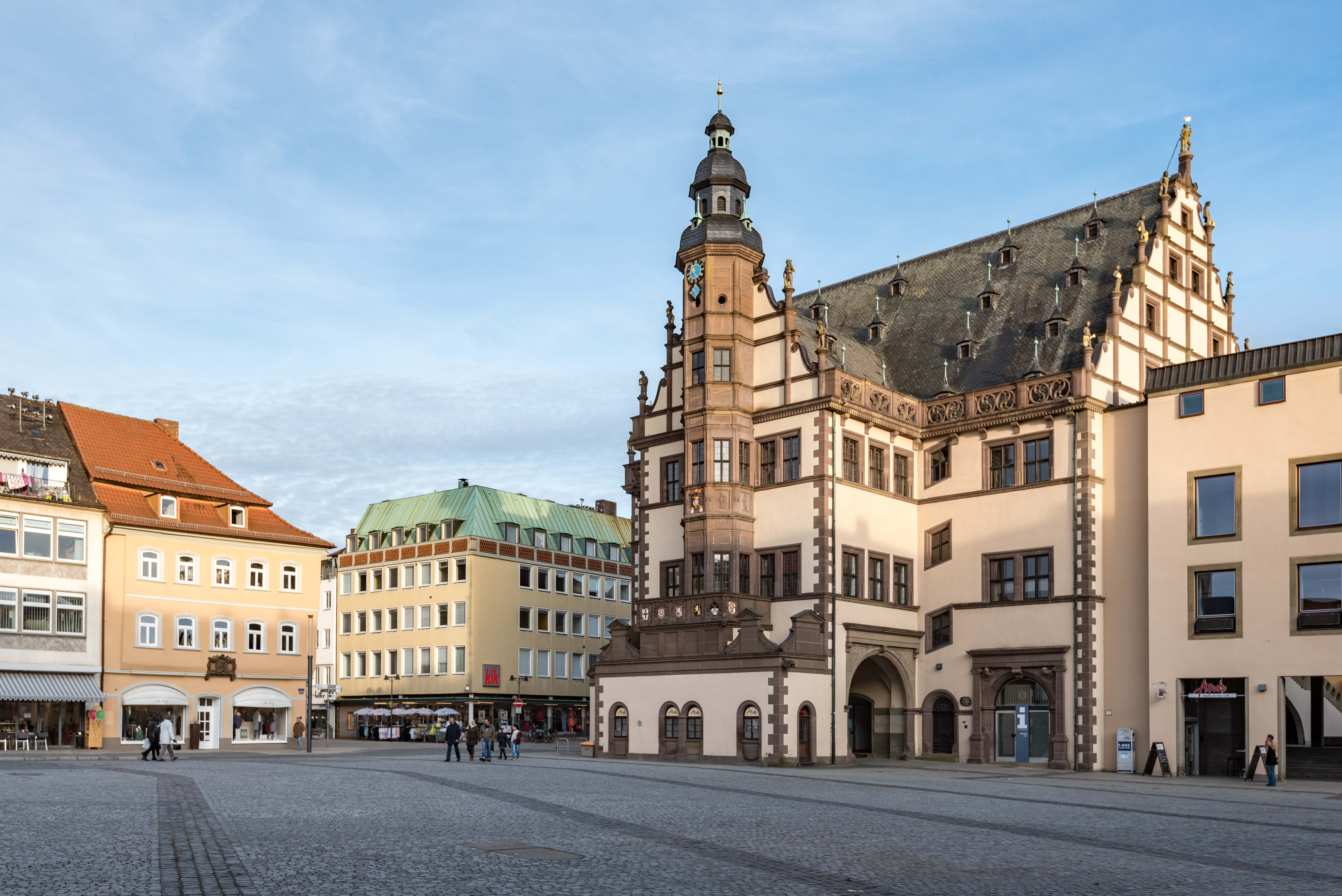
Marktplatz mit Rathaus
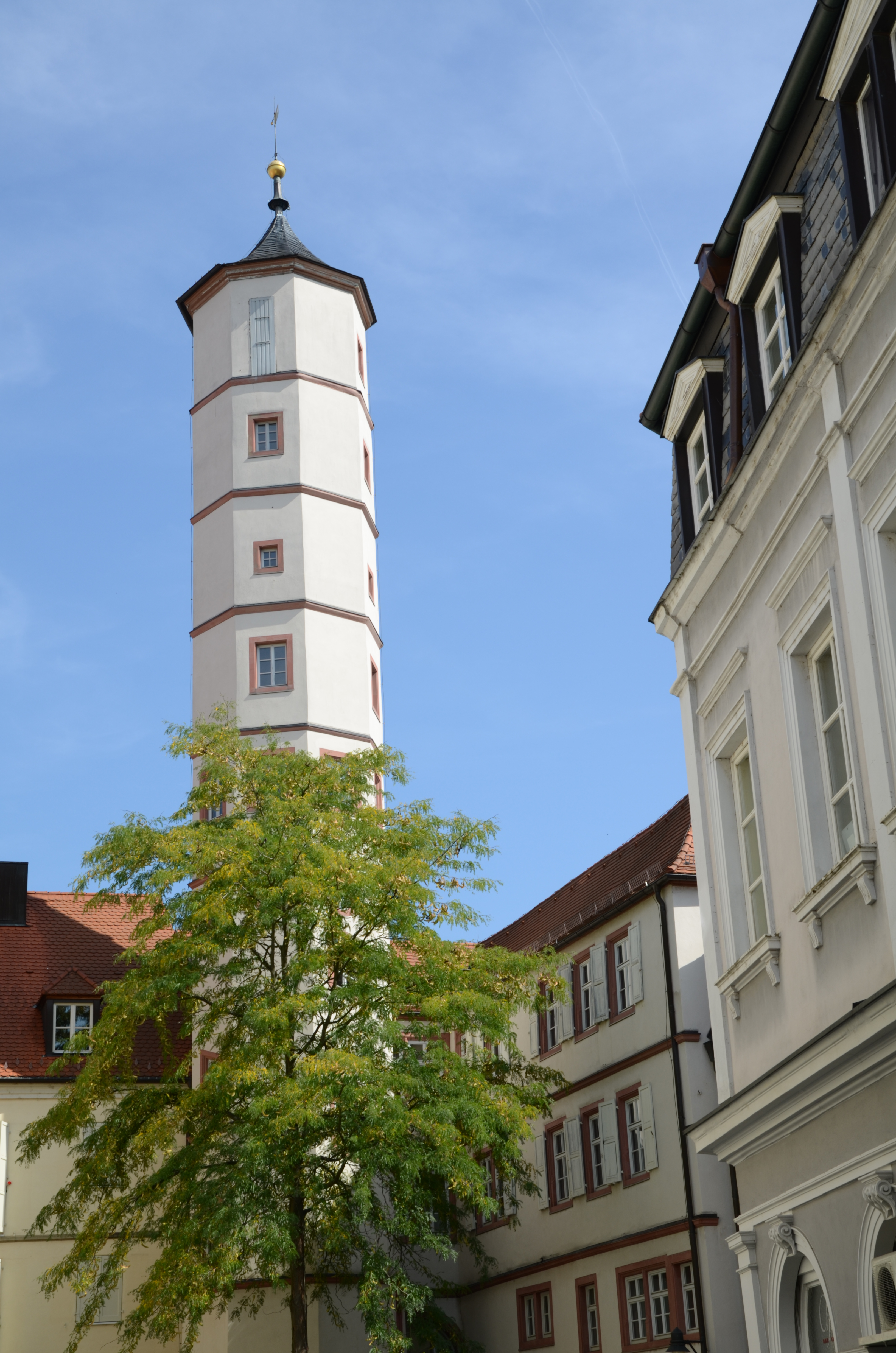
Schrotturm
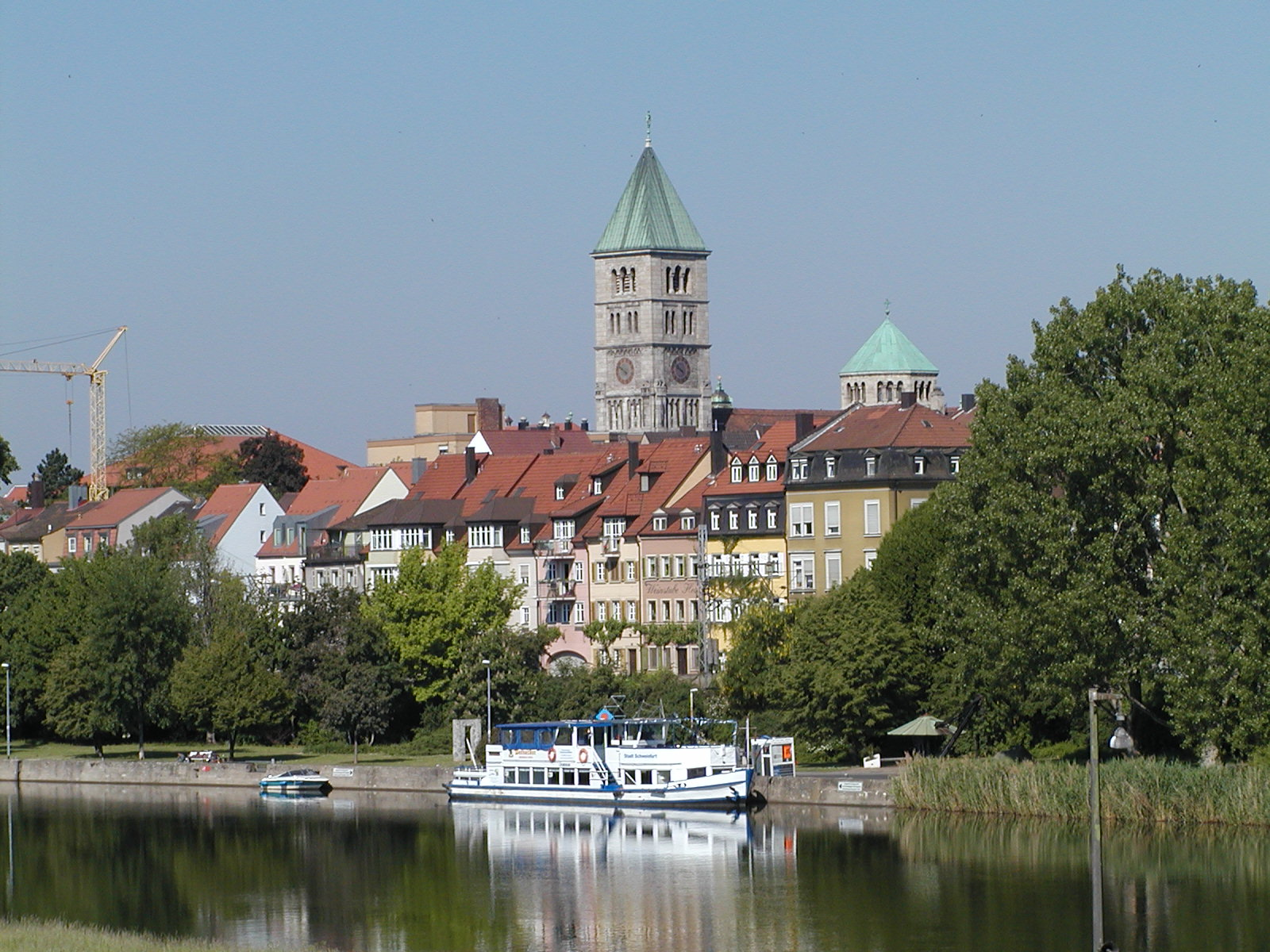
Fischerrain
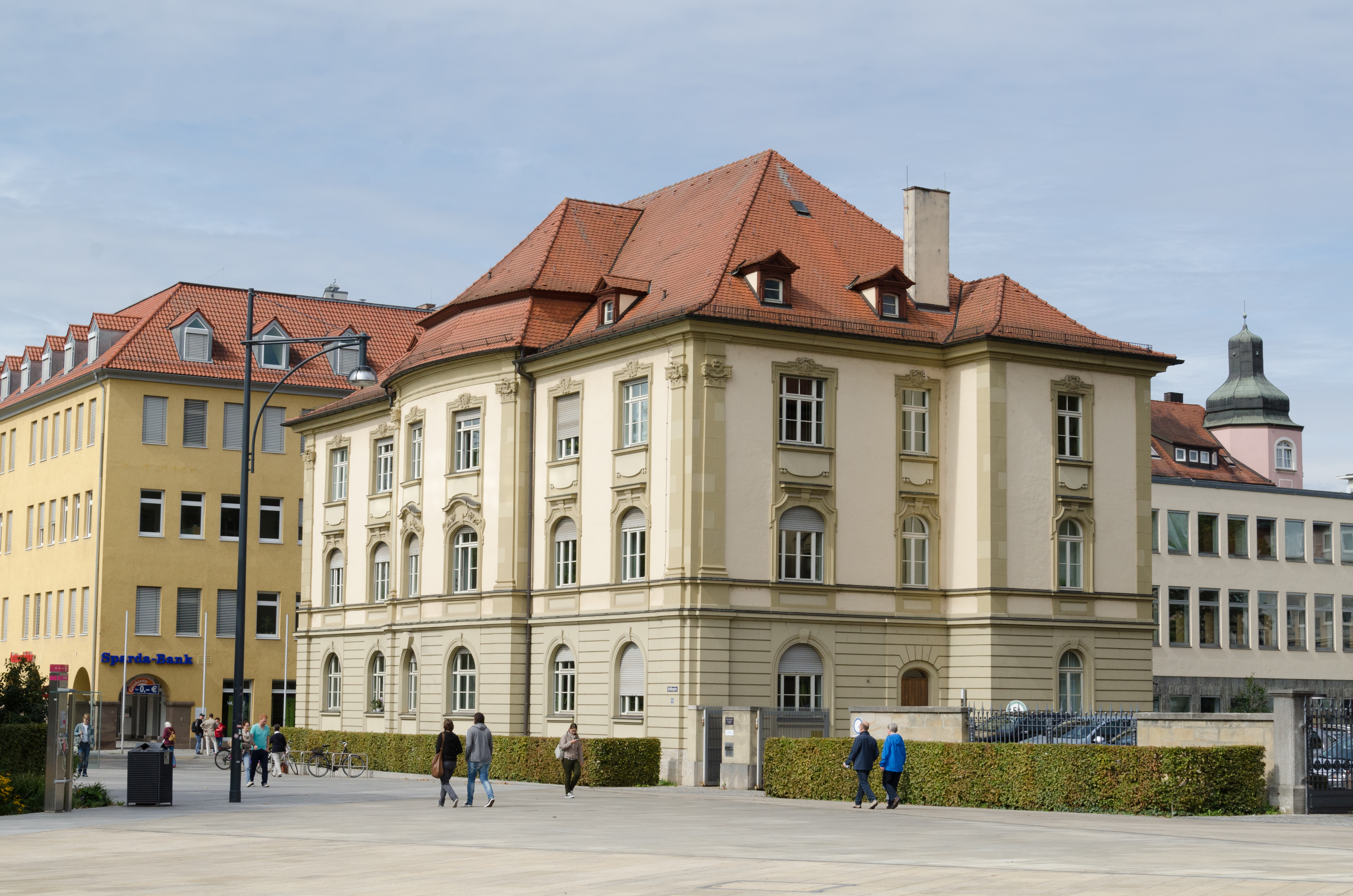
Gründerzeitviertel Schillerplatz
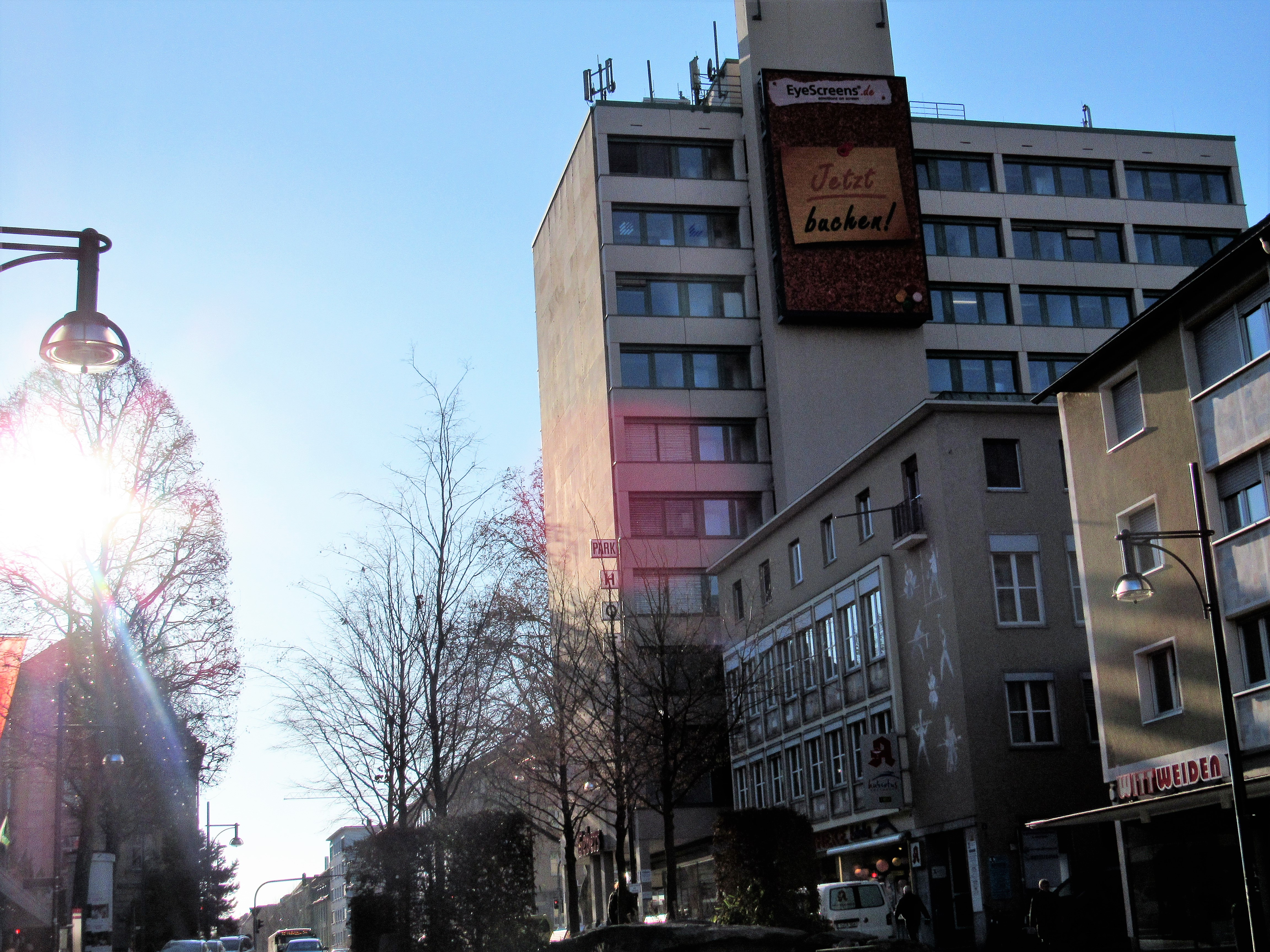
City mit Idunahochhaus

Skyline
Alles überragt das 25-geschossige Blaue Hochhaus auf einem Ausläufer der Schweinfurter Rhön, dessen Gebäudespitze (ohne Antennen) sich bereits 130 m über der Innenstadt, auf 350 m ü. NN befindet. Bei seiner Fertigstellung 1964 war das 73 m hohe Hochhaus 5 m höher als das höchste bis dahin fertiggestellte Hochhaus in Frankfurt am Main, das Zürich-Haus. Das erste Hochhaus der Stadt wurde Ende der 1950er Jahre am Bergl, als Wohnhochhaus mit 15 Geschossen errichtet und die letzten Hochhäuser, wie vielerorts, bereits in den 1970er Jahren. Die Renaissance des Hochhausbaus im 21. Jahrhundert, mit Luxuswohnungen, hat die Stadt bisher (2019) noch nicht erreicht. So entstanden seit Ende der 1970er Jahre nur noch industrielle Hochbauten, wie Kraftwerke und Hochregallager. Trotz Umstrukturierungen in der Stadt, hin zum Dienstleistungssektor, manifestierte sich dadurch die industrielle Skyline, die besonders nachts beeindruckt: mit dem Gemeinschaftskraftwerk Schweinfurt (GKS), mit seinem wuchtigen 97,5 m hohen Kamin, mehreren Hochregallagern, Getreidesilos und an der Peripherie dem 2015 stillgelegten Kernkraftwerk Grafenrheinfeld (KKG), mit den beiden 143 m hohen Kühltürmen und dem 164 m hohen Meteo-Mast. Hinter der Skyline der Industrieanlagen sieht man umliegende Höhenzüge und Mittelgebirge.

Die industrielle Skyline
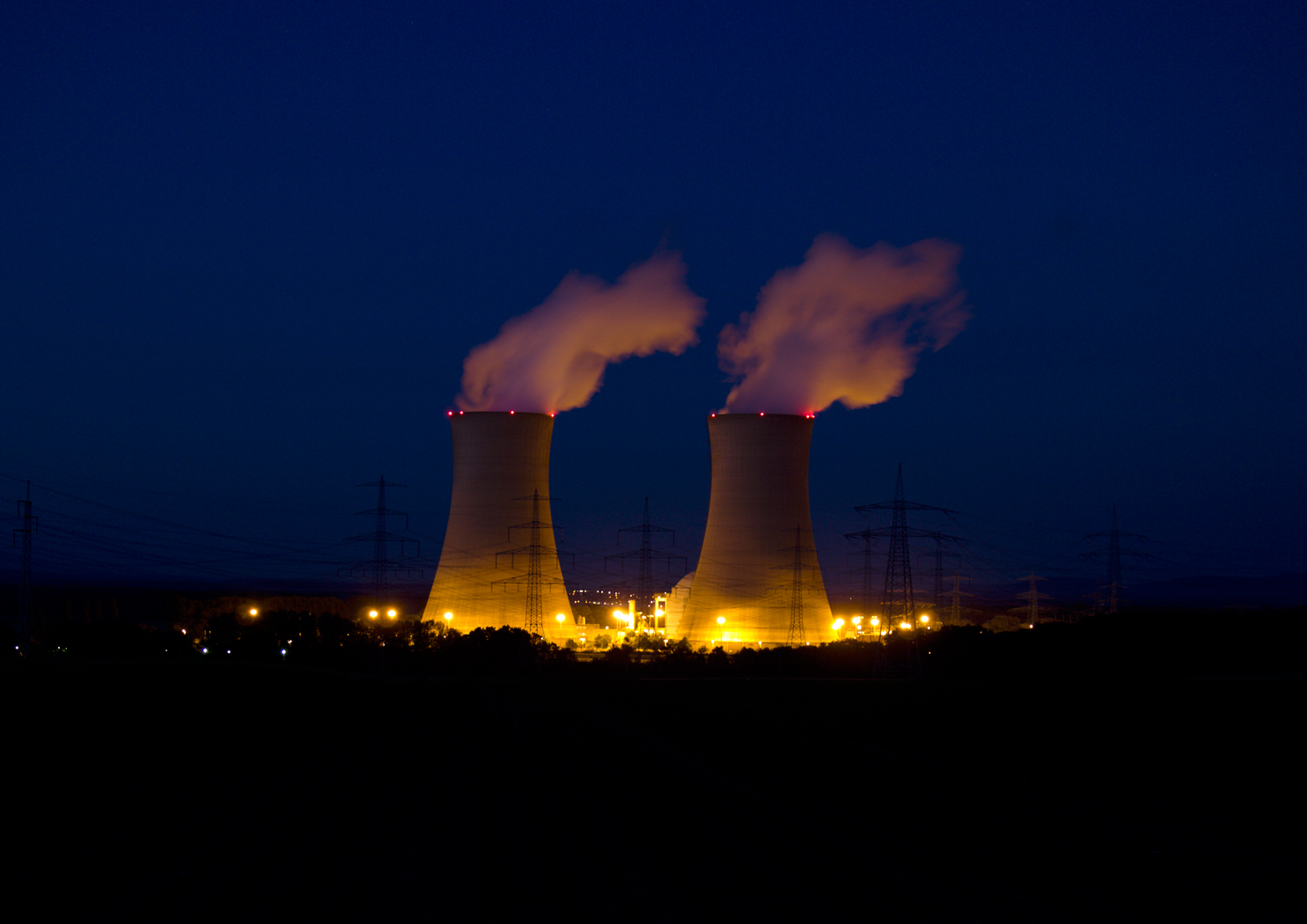
Kernkraftwerk Grafenrheinfeld (2015 stillgelegt)
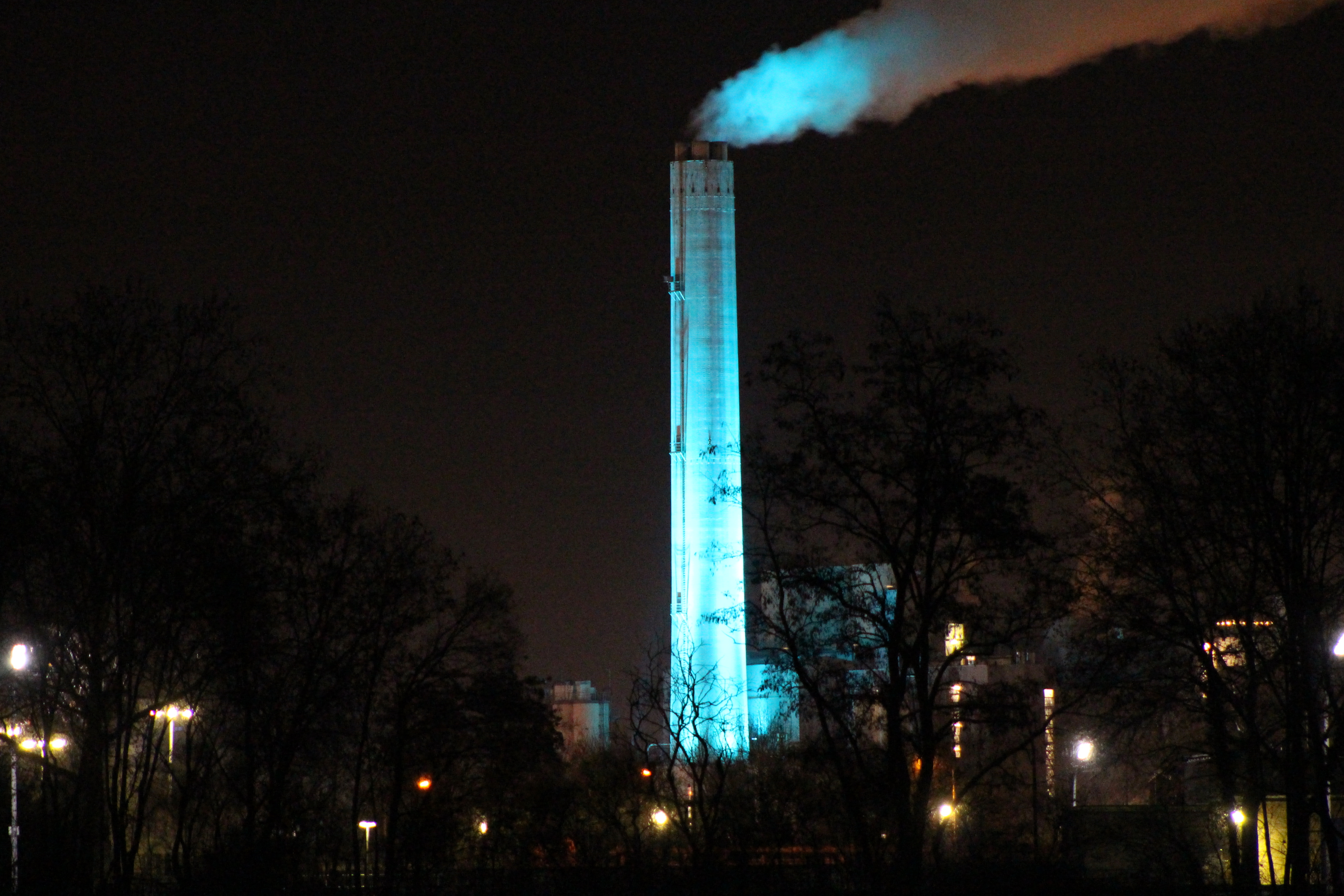
Gemeinschaftskraftwerk Schweinfurt
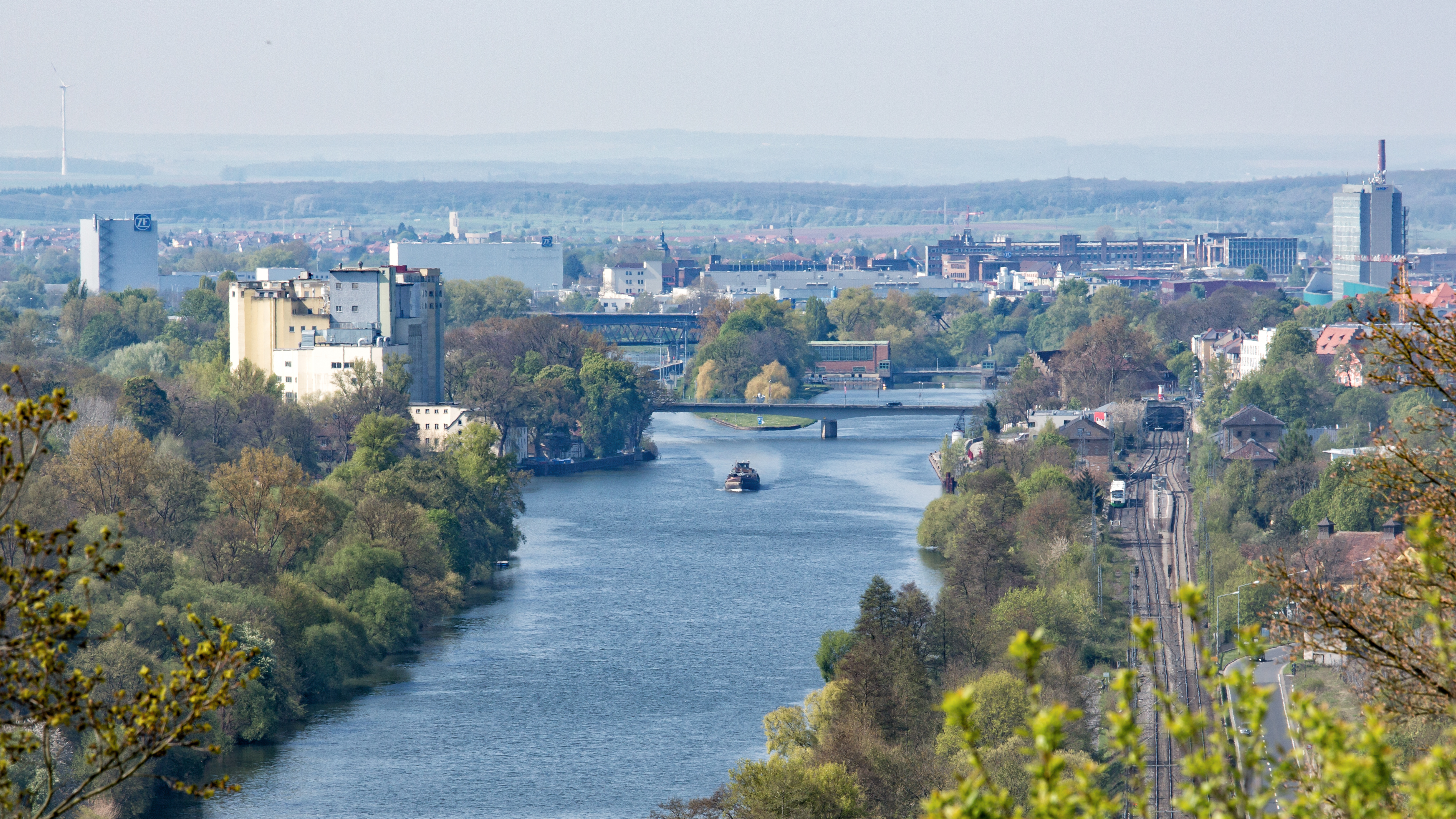
Blick auf das rechtsmainische Industriegebiet, am Horizont der Gramschatzer Wald
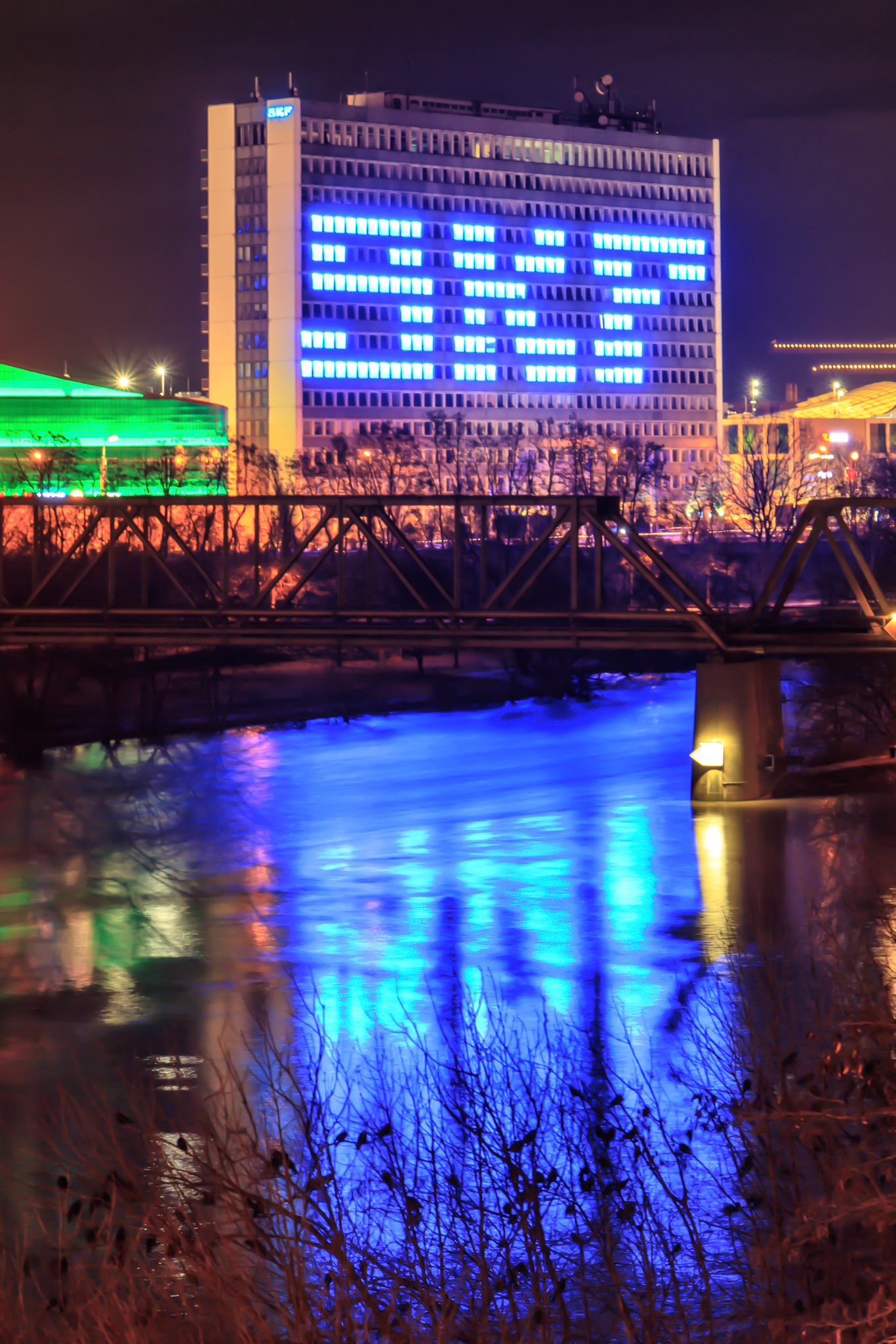
SKF-Hochhaus
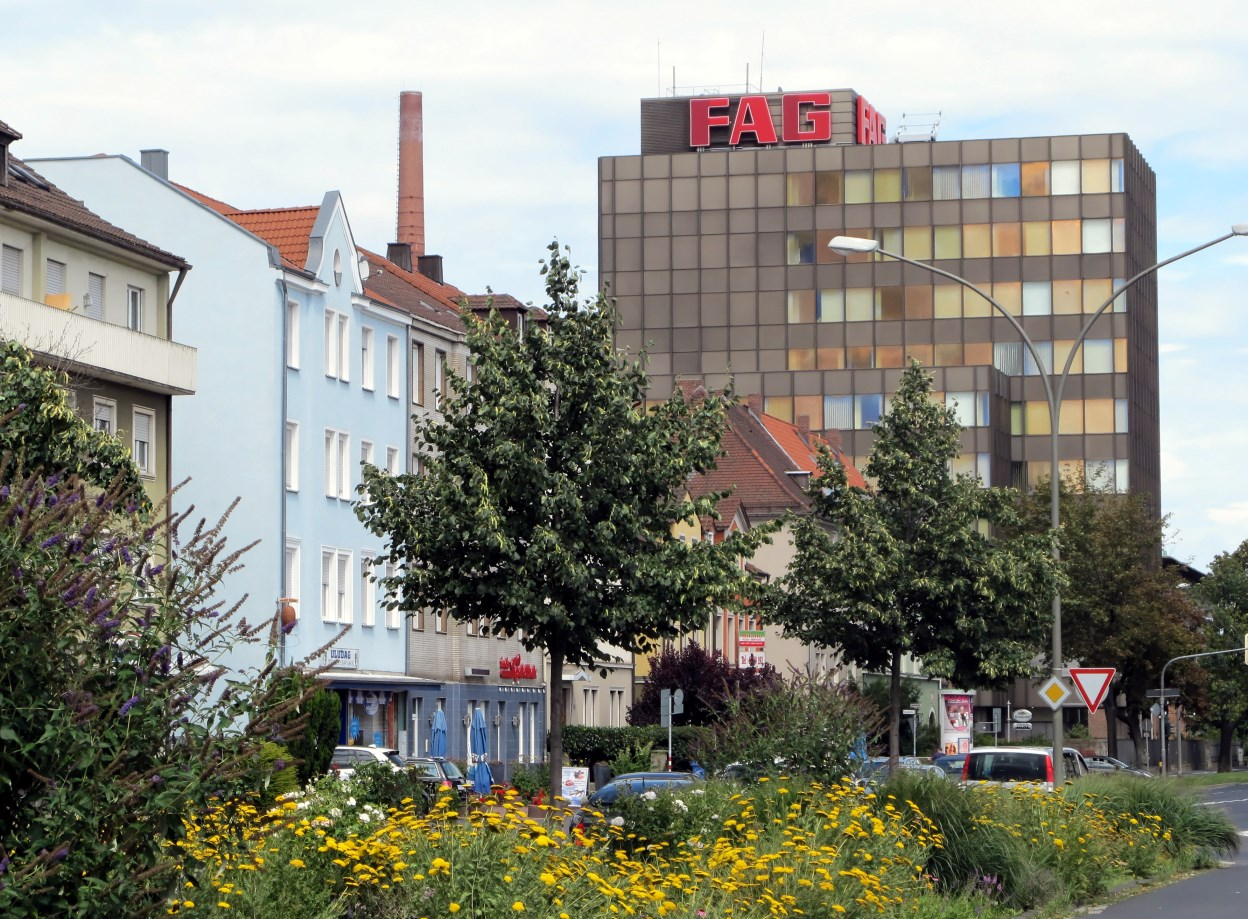
FAG-Hochhaus Schaeffler AG

### Nachbargemeinden
Neun Gemeinden, die alle zum Landkreis Schweinfurt gehören, grenzen an die kreisfreie Stadt Schweinfurt.
| Niederwerrn   | Dittelbrunn                                 | Üchtelhausen       |
| Geldersheim   | Kompassrose, die auf Nachbargemeinden zeigt | Schonungen         |
| Bergrheinfeld | Grafenrheinfeld                             | Sennfeld Gochsheim |

### Raumordnung

Main-Rhön: Bayerische Planungsregion Nr. 3

Schweinfurt ist ein Oberzentrum und die mit Abstand größte Stadt der Planungsregion Main-Rhön (Nr. 3), einer von 18 Planungsregionen in Bayern. Zu ihr gehören die kreisfreie Stadt Schweinfurt und die Landkreise Schweinfurt, Bad Kissingen, Haßberge und Rhön-Grabfeld. Die Regiopolregion Mainfranken wurde am 23. Juli 2018 gegründet. Mitglieder sind neben der kreisfreien Schweinfurt und den vier obigen Landkreisen, die kreisfreie Stadt Würzburg, der Landkreis Kitzingen und der Landkreis Main-Spessart.
Von Schweinfurt laufen überregionale Entwicklungsachsen in vier Richtungen:
- Südwest/Würzburg – Straße: A 7/E 45 – Schiene: zweigleisig, elektrifiziert – Wasser: Rhein-Main-Donau-Kanal
- Ost/Bamberg – Straße: A 70/E 48 – Schiene: zweigleisig, elektrifiziert – Wasser: Rhein-Main-Donau-Kanal
- Nordost/Coburg – Straße: B 303
- Nord/Erfurt – Straße: A 71 – Schiene: eingleisig (bis 1945 zweigleisig)

### Dialekt
Schweinfurt liegt im ostfränkischen Dialektgebiet (Frängisch) und hier im Unterdialekt Unterostfränkisch im engeren Sinne (links: Flächenfärbung in Ocker mit Beschriftung Unnäfrängisch), der in neuerer Zeit als Meefränggisch bezeichnet wird. Im unterostfränkischen Bereich wird wiederum der Schweinfurter Raum wenige Kilometer westlich der Stadt von der Schweinfurter Staffellinie begrenzt.
Die weiteren Dialektdifferenzierungen sind, wie vieles andere in Franken, sehr unübersichtlich. Weshalb in Schweinfurt, im Gegensatz zum Würzburger und Bamberger Raum, fränkische Dialektbezeichnungen negiert werden. Man spricht nicht Fränkisch irgendeiner Art, sondern Schweinfurterisch, mit der auffälligsten Besonderheit in der Pluralbildung: z. B. statt fränkisch: Häusli (Häuschen) schweinfurterisch: Häuslich. Roland Weger erstellte ein Wörterbuch Schweinfurterisch–Deutsch.

### Kulturelle Prägung
Schweinfurt ist die nördlichste größere Stadt mit vollkommen süddeutscher Prägung.
Trotz der deutschen Mittellage an der Mainlinie ist Mainfranken ethnisch und kulturell ausschließlich süddeutsch geprägt und ist insofern dem Alpenraum näher als Frankfurt am Main. Mainfranken liegt im Bereich des Oberdeutschen und im Verbreitungsgebiet des Grußes Grüß Gott, man feiert Fasching statt Karneval und spielt(e) Schafkopf statt Skat. Schweinfurt war nie preußisch, liegt also südlich der einstigen Hegemonialgrenze Preußen/Bayern-Österreich. Andererseits ist der unterfränkische Dialekt, im großen Gegensatz zum Bairischen, dem bis in die äußerste Nordostecke Frankreichs reichenden Südfränkischen sehr ähnlich. Dasselbe gilt für Landschafts- und Ortsbilder.
Das Schweinfurter Land gehört zu den Regionen mit den ältesten Dörfern Deutschlands. Es ist ein Zentrum der Fränkischer Tracht und des Brauchtums, mit Kirchweihen (Kerm) und Weinfesten. Hinzu kommt bei den Schweinfurter Vororten die für Franken typische Mischung protestantischer und katholischer Orte. Die protestantischen Vororte waren Reichsritterschaften bzw. Sennfeld und Gochsheim Reichsdörfer, von denen es im Heiligen Römischen Reich insgesamt nur acht gab. Zudem überlappt sich im östlichen Teil der Region Weinfranken mit Bierfranken.
Durch die zahlreichen Faktoren besitzt die Region Schweinfurt ein hohes Maß an Lokalkolorit.